# باريس ساكليه
باريس ساكليه هو مركز علمي وتكنولوجي (مجموعة) يجري تطويره حاليًا على بعد عشرين كيلومترًا جنوب باريس ، في منطقة تغطي 27 بلدية في مقاطعتي إيسون وإيفلين ، وقلبها هضبة ساكليه. ومن المفترض أن يستمر بنائه، الذي بدأ في عام 2006، من خمسة عشر إلى عشرين عامًا ليجمع في النهاية ما بين 20 إلى 25% من نسبة الأبحاث العلمية الفرنسية . يهدف مشروع باريس-ساكليه إلى الجمع بين المنظمات البحثية والمدارس الكبرى والجامعات والشركات الخاصة من أجل إنشاء مركز للتميز العلمي والتقني ذي بعد دولي، يمكن مقارنته بوادي السيليكون أو منطقة كامبريدج.
يعود تاريخ المؤسسات الأولى للمنظمات البحثية إلى فترة ما بعد الحرب . تطورت المنطقة لاحقًا عدة مرات خلال السبعينيات والعقد الأول من القرن الحادي والعشرين، والتي شهدت إنشاء مدارس كبيرة ومراكز بحث وتطوير تابعة لشركات كبيرة.
أطلقت العديد من المشاريع لمواصلة تطوير الموقع مثل بناء ثلاثة مناطق تدبير منسق ، اثنتان في أراضي تجمع باريس ساكليه، حول مدرسة البوليتكنيك والمدرسة المركزية سوبيليك، وواحدة في فرساي - ساتوري؛ إنشاء الخط 18 لمترو باريس؛ وإقامة جامعة باريس ساكليه وحرمها الجامعي. انتقلت العديد من المدارس الكبرى بما في ذلك AgroParisTech في عام 2022، و مدرسة الأساتذة العليا باريس-ساكليه ومدرسة الاتصالات بباريس في عام 2020 و المدرسة العليا للتقنيات الجوية وبناء السيارات (ESTACA) في عام 2016 إلى هضبة ساكليه.
تمثل مجموعة باريس ساكليه أكثر من 1 300 000 م2 من المباني التعليمية والمكاتب والمساكن التي سيتم بناؤها أو التي تم بناؤها بالفعل على مساحة 7 700 هكتار.
أنشئت مؤسسة باريس ساكليه العامة في عام 2010 وأصبحت مؤسسة باريس ساكليه للتخطيط العام في عام 2015 للإشراف على عمليات التخطيط والعمل من أجل التنمية الاقتصادية للمجموعة . وترأس EPPS بيير فيلتز، المدير السابق للمدرسة الوطنية للجسور والطرق، منذ إنشائها في 2010 إلى تشرين الأول 2015، ويرأسها حاليًا فيليب فان دي ميلي. تقع في قلبها هضبة ساكليه والعديد من البنى التحتية الأساسية للبحث والتدريب، وتضم باريس ساكليه أيضًا بلديات وادي إيفيت (باليزو وأورسيه وجيف سور إيفيت بشكل رئيسي)، بالإضافة إلى أراضي سان كونتان- أون إيفلين، ماسي، فيليزي-فيلاكوبليه، وفرساي.

## التاريخ

### ما بعد الحرب: المؤسسات الأولى للمنظمات العلمية
تقع هضبة ساكليه، التي تشكل القلب الجغرافي لمركز باريس ساكليه التكنولوجي، على بعد عشرين كيلومترًا جنوب باريس، في أراضي مقاطعتي إيسون وإيفلين. أراضيها الطينية، التي يقال إنها من بين أكثر الأراضي خصوبة في فرنسا ، ضمنت مهنتها الزراعية بشكل أساسي حتى نهاية الحرب العالمية الثانية.

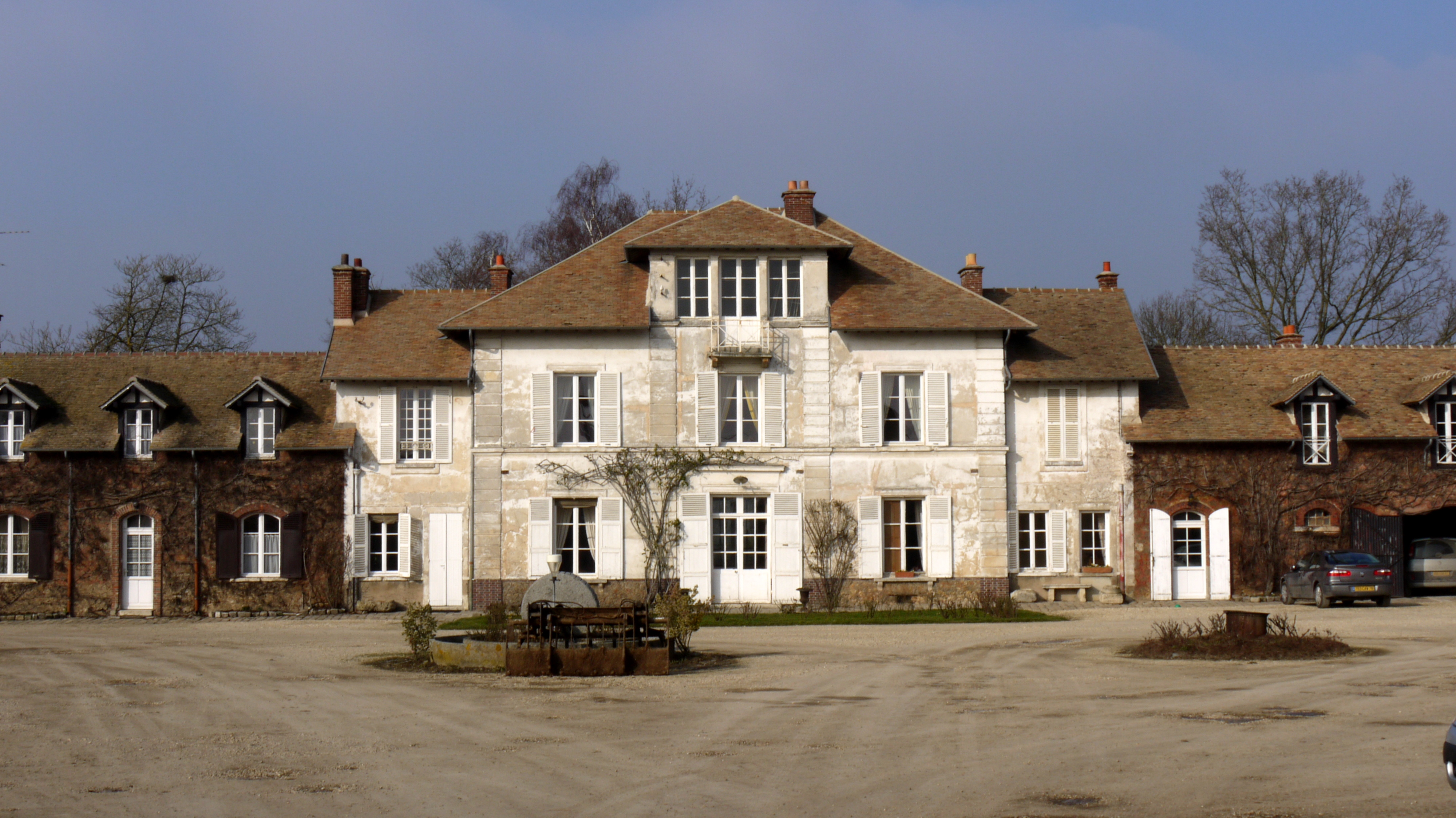
مزرعة غراند فيلتان (من القرن التاسع عشر) في جوي أون جوساس.

كان المركز الوطني للبحوث العلمية، الذي أنشئ قبل بداية الحرب، يبحث عن مكان لإقامة مختبراته بالقرب من باريس، ولكن في بيئة هادئة. اشترى فريديريك جوليو كوري، رئيس المركز آنذاك، عقار بوتون في جيف سور إيفيت عام 1946 وأنشأ مركزًا للأبحاث هناك. وفي العام التالي، قامت هيئة الطاقة الذرية والبديلة (CEA)، التي تأسست في تشرين الأول 1945 والتي كان مفوضها السامي أيضًا جوليو كوري، بشراء الأراضي في بلديتي سان أوبين وساكليه. وبعد عدة سنوات من العمل الذي عهد به المهندس المعماري أوغست بيريه، افتتح مركز CEA في ساكليه عام 1952. ابتعد المركز تدريجيًا عن مجال بحثه الأولي - الفيزياء النووية - وقاد برامج في المجالات الناشئة آنذاك مثل علم الأحياء والطاقة وعلوم الحاسوب. في عام 1947، أنشأ المكتب الوطني للدراسات والأبحاث الفضائية (ONERA) مركزًا للأبحاث مخصصًا للطاقة في قلعة باليزو. وأصبح هذا المقر الرئيسي للمنظمة في عام 2011 ويعمل فيها ستمئة باحث.
في الخمسينيات، تم إنشاء مؤسسات التعليم العالي في المنطقة المجاورة مباشرة للهضبة. أسست جامعة باريس نفسها في المنطقة من خلال شراء خمسين هكتارًا من الأراضي في بلديتي أورسيه وبوريس سور إيفيت في عام 1955. وفي العام التالي، تم جمع مختبرات كلية العلوم بباريس - التي أصبحت جامعة باريس الجنوبية عام 1971 - في حرم أورسيه. تبعتها المؤسسات التالية بعد بضع سنوات:
* افتتح حرم المدرسة العليا للتجارة الجديد في جوي أون جوزا من قبل الجنرال ديغول في عام 1964.
* انتقل معهد الدراسات العلمية المتقدمة (IHES) ، وهو مركز أبحاث في الرياضيات النظرية والفيزياء، في نفس العام إلى بور سور إيفيت Bures-sur-Yvette.
* وصلت المدرسة العليا للبصريات في عام 1965 إلى حرم أورسيه الجامعي.
من عام 1964 إلى عام 1966، قامت هيئة الطاقة الذرية ببناء مفاعل أوزيريس للأبحاث النووية، الذي درس وقود محطات الطاقة النووية وأنتج عناصر مشعة ، خاصة للصناعة الطبية. وتقدر هيئة السلامة النووية أنها تستطيع مواصلة نشاطها حتى عام 2015 على أقصى تقدير. بالإضافة إلى ذلك، أنشئ أول مركز خاص للبحث والتطوير في هذا الوقت، مع وصول مختبر الأبحاث المركزي لطومسون-سي إس إف ( تاليس حاليًا) في عام 1968.

### السبعينيات: وصول العديد من المدارس الكبرى
بدأ في عام 1967 التخطيط لانتقالات المدرسة المتعددة التقنيات، والمدرسة الوطنية للتقنيات المتقدمة (ENSTA)، والمدرسة الوطنية للجسور والطرق والمعهد الزراعي الوطني. أعرب رئيس الجمهورية جورج بومبيدو عن رغبته في تنفيذ هذا المشروع في رسالة إلى ميشيل دوبريه عام 1972 . ومع ذلك، لم تنتقل المدرسة العليا للكهرباء Supélec إلى المنطقة حتى عام 1975، يحث استقرت في حي مولون في جيف سور إيفيت. في عام 1976، استحوذت مدرسة البوليتكنيك على مبانيها الجديدة في باليزو ، والتي تضمنت قاعات المحاضرات وسكن الطلاب ومختبرات الأبحاث، بالإضافة إلى مركز للفروسية وملعب غولف.
اتخذت المدارس الأخرى المدعوة لمغادرة وسط باريس خيارات متباينة. انتقلت المدرسة الوطنية العليا للتقنيات المتقدمة (ENSTA) إلى باليزو في عام 2012، بالقرب من كلية الفنون التطبيقية. بلغت تكلفة العمل، الذي يشمل تشييد خمسة مبانٍ، تشمل 430 وحدة سكنية وصالة للألعاب الرياضية، 132 مليون يورو. تم نقل AgroParisTech ، نتيجة اندماج العديد من المدارس بما في ذلك المعهد الزراعي الوطني، إلى باليزو في أيلول 2022 . أما مدرسة الجسور، فقد استقرت أخيرًا في عام 1997 في شان سور مارن ولا تخطط للانضمام إلى مجموعة باريس ساكليه.
تم ترميم مزرعة مولون، التي كانت مهجورة آنذاك، في عام 1978 لاستيعاب وحدة أبحاث المعهد الوطني للبحوث الزراعية (INRA) في علم الوراثة البيولوجية وعلم الجينوم في الزراعة. بدأت المؤسسات الموجودة على الهضبة في هذا الوقت تتجمع ضمن رابطة المؤسسات العلمية (AES) من أجل التفكير في التطورات المستقبلية للموقع. وفي عام 1980، افتتحت CEA مفاعلًا نوويًا تجريبيًا ثانيًا اسمه أورفي.
مع إنشاء أربع جامعات جديدة في عام 1991، أصبحت جامعة فرساي – سان كونتان أون إيفلين (UVSQ) ثاني جامعة في باريس ساكليه. كان عدد طلابها عند تأسيسها 7 200 طالب، ثم أصبح عددهم 19 000 في عام 2012. ويضم 34 وحدات، بما في ذلك إحدى عشرة وحدة بحثية مشتركة مع المركز الوطني للبحوث العلمية. يغطي مجال دراسة مختبراتها جميع المجالات العلمية، من العلوم الدقيقة إلى العلوم الاجتماعية والإنسانية.

### التسعينيات – العقد الأول من القرن الحادي والعشرين: إنشاء مراكز البحث والتطوير والمكاتب الرئيسية
تتواجد العديد من الشركات في باريس-ساكليه منذ المؤسسات الأولى للمنظمات البحثية وكليات الهندسة الكبرى، مثل
مجموعة بي إس إيه (بيجو-سيتروين) ومركزها الفني في فيليزي (1966)، و جنزال إلكتريك للنظم الطبية في بوك ، وإير ليكيد (ب[غير محدد] خطأ: {{اللغة-؟؟}}: لا نص (مساعدة)) في لوج أون جوزا ونوكيا في نوزاي و سانوفي في شيلي مازاران. ومع ذلك، شهدت نهاية التسعينيات والعقد الأول من القرن الحادي والعشرين زيادة في عدد مؤسسات مراكز البحث والتطوير والمكاتب الرئيسية للمجموعات الكبيرة. تم إنشاء مختبر LFB Médicaments العمومي في عام 1994 في منطقة ليز أولي جنوب باريس ساكليه.
وفي عام 1998، افتتح مركز Renault Technocenter في غويانكور، حيث تصمم المجموعة معظم موديلاتها، والذي كان في عام 2014 أكبر مركز للبحث والتطوير في فرنسا مع 9 438 موظفا. اختارت دانون إنشاء مركز للبحث والتطوير في باليزو  مقابل معهد الدراسات العليا في البصريات في عام 2000، وانضمت إليه في عام 2006 مختبرات تاليس  وفي عام 2011 من قبل شركة كرافت فودز التي ستثمرت 15 مليون يورو. لإنشاء أحد مراكزها العالمية المتخصصة في مجال البسكويت. قامت شركة هوريبا Horiba اليابانية المصنعة لأجهزة قياس علمية ببناء مجمع بمساحة 6 500 م2 في نفس المنطقة. افتتح مركز أبحاث شركة كهرباء فرنسا أبوابه في عام 2016. من بين أكبر عشرة مراكز للبحث والتطوير في فرنسا من حيث عدد الموظفين، خمسة منها تقع في باريس ساكليه.
بالإضافة إلى مراكز البحث والتطوير، يوجد لدى العديد من الشركات الفرنسية والعالمية مكاتبها الرئيسية في باريس ساكليه. شركات مثل نيسان وفيات ومرسيدس بنز وبي إم دبليو يقع مقرها الرئيسي في فرنسا في سان كوينتين إن إيفلين . حديقة كورتابوف الثلاثية، أول حديقة ثلاثية أوروبية ، تستضيف مكاتب إتش بي ، إيكونوكوم ، تيليندوس، أنريتسو، جي إس كيه، إبسن ، ثيرمو فيشر ساينتفيك وهيتاشي للأنظمة الطبية. وبالإضافة إلى سانوفي، تجمع ماسي بين شركات تكنولوجيا المعلومات والاتصالات مثل Bull وإريكسون والشركة الفرنسية للاتصالات و ساجم للدفاع والأمن (Sagem Défense Sécurité)، بالإضافة إلى شركات نقل مثل بريدجستون وفولفو. وأخيرًا، يستضيف مجمع الأعمال فيليزي-فيلاكوبلاي أيضًا مجموعات كبيرة، خاصة في أنظمة تكنولوجيا المعلومات، مثل زيمنز وأوراكل وداسو سيستم أو الشركة الاستشارية ألتران Altran.
أنشئت أيضًا شبكتان بحثيتان موضوعيتان متقدمتان في المجموعة، تمثلت ببناء مراكز لشركات Digiteo و Physics Triangle في عام 2006. إضافة إلى ذلك، افتتح جاك شيراك في نفس العام سنكروترون سولي، الذي كان قد تقرر إنشاؤه في عام 2000 ، وذلك بعد ثلاث سنوات من معارضة كلود أليغر ، وزير الأبحاث آنذاك، بتكلفة إجمالية قدرها 313 مليون يورو. أطلق أيضًا مشروع مركز تصوير الدماغ NeuroSpin في عام 2006 ، على موقع هيئة الطاقة الذرية، وأدى في عام 2010 إلى إنشاء أقوى جهاز تصوير بالرنين المغناطيسي في العالم. تضم مختبرات المركز التي تبلغ مساحتها 11 000 م2 150 باحثًا في أمراض الدماغ والجهاز العصبي، مثل مرض الزهايمر ومرض باركنسون. وأخيرا، في عام 2004، اندمجت حاضنتان عموميتان وأنشأتا شركة IncubAlliance، التي انتقلت إلى أورسيه في عام 2008. وبدعم من وزارة التعليم العالي والبحث، أصبحت في عام 2013 أول حاضنة تكنولوجية في منطقة إيل دو فرانس.
في بداية عام 2010، كانت هضبة ساكليه تضم واحدة من أكبر التجمعات الجغرافية لمختبرات الأبحاث ومراكز البحث والتطوير في أوروبا. أصبحت جامعة باريس ساكليه تنافس جامعة ستانفورد ومعهد ماساتشوستس للتكنولوجيا (MIT) في عدد المنشورات العلمية، وتتفوق عليهما في عدد الباحثين. في عام 2009، كان لدى جامعة ستانفورد 1900، ومعهد ماساتشوستس للتكنولوجيا 4500 وباريس ساكليه 9200. وفي عام 2020، حين أنجز المشروع، كان من المتوقع أن يصل عددهم إلى 12000.
في عام 2000، أنشئت حاضنة IFSI في جيف سور إيفيت في مقر المركز الوطني الفرنسي للبحث العلمي . تهدف حاضنة الأعمال هذه في المقام الأول إلى تعزيز العمل البحثي من خلال إنشاء شركات مبتكرة وهي جزء من الحركة التي أطلقها كلود أليغري، الذي كان آنذاك صاحب محفظة البحث والتعليم العالي. في عام 2005، اندمجت هذه الحاضنة مع IDFI، وهي حاضنة أخرى مقرها في تراب، لتصبح IncubAlliance وانتقلت إلى أورسيه في عام 2007.
IncubAlliance هي الحاضنة التكنولوجية المشتركة لمجموعة باريس-ساكليه التي تضم في عضويتها مؤسسات البحث والتعليم العالي التي تشكل جامعة باريس ساكليه وبعض الشركات الصناعية في المجموعة (نوكيا، وتاليس، وشركة كهرباء فرنسا، وEnedis، وما إلى ذلك) أو البنوك الشريكة (مصرف سوسييتيه جنرال، البنوك الشعبية، BPCE). من حيث الحجم، فهي واحدة من أولى الحاضنات في فرنسا. تستضيف مشاريعا تكنولوجية ناشئة يقودها رواد أعمال يرغبون في الاقتراب من النظام البيئي باريس-ساكليه أو من الأبحاث العامة. من خلال نموها، مثل نمو المجموعة والحرم الجامعي المستقبلي، ومن خلال تاريخها، أصبحت IncubAlliance عنصرًا أساسيًا في نظام الابتكار وتعزيز البحث في باريس-ساكليه، مما يخدم إنشاء الشركات.

### عامي 2010 و 2020: إنشاء جامعة باريس ساكليه وإنشاء المدارس الكبرى الجديدة
في تموز 2014، اعتمد مختلف أعضاء مؤسسة حرم باريس-ساكليه للتعاون العلمي النظام الأساسي لمجتمع الجامعات والمؤسسات (ComUE)، الذي يسمح لجامعة باريس ساكليه الجديدة بإصدار شهادات البكالوريوس والماجستير ودرجات الدكتوراه. تمت الموافقة على النظام الأساسي بمرسوم وقع في 29 كانون الأول 2014 . ستتم العودة الأولى إلى المدرسة في أيلول 2015 .
أدت خلافات مختلفة إلى إعلان إيمانويل ماكرون، في 25 تشرين الأول 2017، أنه سيتم فصل المؤسسات الأعضاء المختلفة إلى كيانين جامعيين، جامعة باريس ساكليه ومعهد البوليتكنيك في باريس,. وفي نفس المناسبة، قامت مؤسسة CentraleSupélec ، إحدى المؤسسات المكونة لجامعة باريس ساكليه، بافتتاح مبنيين جديدين في حرم جامعة باريس ساكليه.
سيتم بعد ذلك تشكيل جامعة باريس ساكليه من قبل جامعة باريس الجنوبية، وجامعة فرساي - سان كونتان أون إيفلين ، وجامعة إيفري - فال ديسون، ومدرسة المعلمين العليا في باريس - ساكليه ، وAgroParisTech ، CentraleSupélec ومعهد الدراسات العليا للبصريات.
في 6 تشرين الثاني 2019، ألغيت جامعة ComUE Paris-Saclay، التي كانت قد أنشئت عام 2014، بموجب مرسوم. اختفت ComUE وجامعة باريس الجنوبية في 1 كانون الثاني 2020 نتيجة اندماجهما لإنشاء جامعة باريس-ساكليه.

في عام 2020، انتقلت المدرسة العليا للأساتذة باريس ساكليه، وهي مؤسسة مكونة من جامعة باريس ساكليه، إلى حرم جامعة باريس ساكليه وافتتحت مسرحها الجديد.
- Logo de l'université Paris-Saclay depuis 2020. شعار جامعة باريس ساكليه منذ عام 2020.
- Logo de l'Institut polytechnique de Paris depuis 2019. شعار معهد باريس متعدد التقنيات منذ عام 2019.

### المدارس والجامعات الكبرى موجودة في باريس ساكليه
| جامعة باريس ساكليه | معهد البوليتكنيك في باريس                                                                                             | آحرون             |
| <small id="mwAcw"><i id="mwAc0">حرم جامعة باريس ساكليه</i></small> • حرم باريس ساكليه الزراعي • حرم مدرسة البوليتكنيك | <small id="mwAcw"><i id="mwAc0">حرم جامعة باريس ساكليه</i></small> • حرم باريس ساكليه الزراعي • حرم مدرسة البوليتكنيك | آحرون             |
| --- | --- | ----------------- |
| - AgroParisTech ; - سنترال سوبيليك ; - مدرسة باريس ساكليه العادية ; - معهد الدراسات العليا للبصريات ; - كلية العلوم بباريس ساكليه ; - كلية باريس ساكليه للصيدلة ; - معهد الدراسات العلمية المتقدمة ; - معهد جامعة أورسيه للتكنولوجيا ; - مدرسة جامعة البوليتكنيك في باريس ساكليه ; - جامعة إيفري -فال ديسون ; - جامعة فرساي – سان كوينتين إن إيفلين . | - مدرسة البوليتكنيك - اتصالات باريس - اتصالات سود باريس - إنساي - انستا                                               | - اتش اي سي باريس |

| قالب:Carte du plateau de Paris-Saclay |

## أصول المشاريع

### التفكير التحضيري وصياغة مشروع القانون
في مارس ، سجلت اللجنة الوزارية للتنمية الإقليمية والقدرة التنافسية (CIACT) إنشاء عملية للمصلحة الوطنية (OIN) في منطقة هضبة ساكليه ، والتي تغطي جزءًا من مقاطعتي إيسون وإيفلين . تم إنشاء مهمة تحضيرية لـ OIN في صيف عام 2006. وهو أكبر من الحرم الجامعي، ويتيح إنشاء [[تجمع الأعمال|cluster]] علمي وتكنولوجي على هضبة ساكليه. وقد تم تعزيزه من خلال مشروع باريس الكبرى (Grand Paris) الذي ينص أيضًا على إمكانية الوصول إلى الحرم الجامعي عن طريق الخط 18 لمترو باريس. وهو ينشئ تقسيمًا إلى ست مناطق - والذي عفا عليه الزمن في عام 2013 : جيف سور إيفيت، بوليتكنيك/باليزو، مولون، جوي أون جوزا، مارتينيير وأورم/ساكليه.

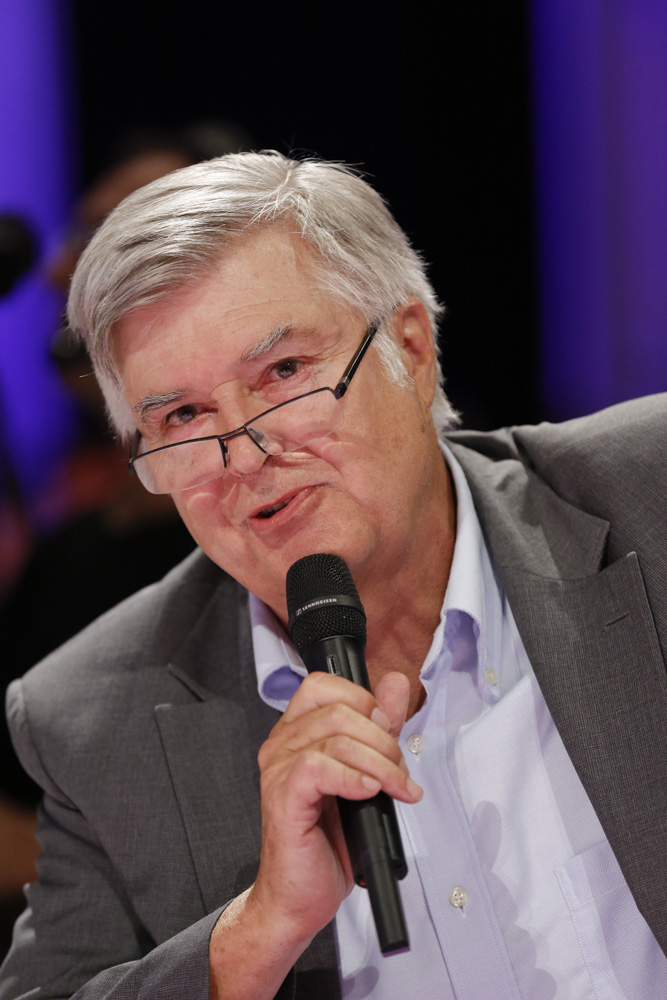
بيير فيلتز ، رئيس EPPS 2010-2015، يتحدث في مؤتمر في أيلول 2013.

في كانون الثاني 2007، ألقى نيكولا ساركوزي، وزير الداخلية والمرشح للانتخابات الرئاسية، خطابًا انتخابيًا في سوبيليك حيث أعلن عن نيته إنشاء « مشروع تنموي، مع وسائل نقل مناسبة، ومما لا شك فيه مكان مشترك للمعيشة والتبادل حيث يعيش ويلتقي الطلاب والباحثون والمعلمون من جميع التخصصات وجميع المؤسسات وجميع الجنسيات. » - في حال فوزه بالانتخابات. تمت المصادقة على مشروع تطوير مجمع تكنولوجي في جنوب باريس من خلال إطلاق خطة الحرم الجامعي في كانون الثاني 2008، والتي تهدف، من بين أمور أخرى، إلى تجديد أقدم البنى التحتية للتدريس والبحث، وكذلك من خلال إنشاء أمانة الدولة المسؤولة عن تنمية منطقة العاصمة في آذار 2008 ، والتي يترأسها كريستيان بلان.
في شباط 2009، حصلت المصادقة على مشروع مؤسسة التعاون العلمي ضمن خطة إنشاء حرم جامعة باريس ساكليه، التي تجمع بشكل خاص بين جامعة باريس سود ، وجامعة فرساي - سان كونتان أون إيفيلين، ومدرسة البوليتكنيك، وسوبيليك، والمدرسة العليا للتجارة، المركز الوطني الفرنسي للبحث العلمي (CNRS) وهيئة الطاقة الذرية والبديلة الفرنسية (CEA). وفي الشهر التالي، حدد النطاق النهائي لعمل المصلحة الوطنية بمرسوم في مجلس الدولة: عرضها 7 700 هكتار، وتغطي معظم الهضبة وكذلك البلديات المجاورة لها. وتأثرت 27 بلدية في المقاطعتين، بما في ذلك فرساي ومونتيني لو بريتون وفيليزي فيلاكوبليه في إيفلين، وماسي وباليزو في إيسون. وفي نيسان، أعلنت الدولة عن تخصيص 850 مليون يورو لحرم باريس ساكليه. في نهاية المطاف، يهدف المشروع إلى حضور 30 000 طالب و 12 000 باحث بحلول عام 2019  ، ويقدر إجمالي تمويله بثلاثة مليارات يورو.
ينشئ قانون 3 حزيران 2010 المتعلق بباريس الكبرى، في الباب السادس، المؤسسة العامة باريس ساكليه (EPPS)، المسؤولة عن الإشراف على أعمال التطوير والعمل من أجل التنمية الاقتصادية للمجموعة. يتوجه رئيس الجمهورية نيكولا ساركوزي إلى هضبة ساكليه في شهر سبتمبر لإطلاق مشروع تطوير حرم باريس ساكليه، كجزء من مشروع باريس الكبرى . والهدف هو جمع 23 مؤسسة وتحديد اتجاهات بحثية مشتركة، من أجل الوصول إلى الكتلة الحرجة وبالتالي الحصول على مكانة بارزة في التصنيفات الدولية.
تم تعيين بيير فيلتز، وهو دكتور في علم الاجتماع، والمدير السابق للمدرسة الوطنية للجسور والطرق وباريس تك، رئيسًا ومديرًا تنفيذيًا بمرسوم صادر عن مجلس الوزراء. عُين المساعد البرلماني السابق والمستشار الوزاري لكريستيان بلان، غيوم باسكييه، نائباً للمدير العام خلال مجلس الإدارة الأول.
عُين فيليب فان دي ميل، خريج جامعة هارفارد - كلية جون كينيدي للإدارة الحكومية - البرنامج التنفيذي (كامبريدج)، رئيسًا ومديرًا تنفيذيًا في 5 تشرين الثاني 2015 خلفًا لبيير فيلتز.

### تعريف المشروع التنموي
في تشرين الثاني 2011، اختير حرم باريس ساكليه مسبقًا للحصول على علامة مبادرات التميز (IDEX) وبالتالي الحصول على تمويل من منظمة الاستثمارات من أجل المستقبل، وهو ما أدى إلى استثمار مليار يورو ، وخصص للحرم الجامعي تخصيص قدره 950 مليون يورو في إطار آيدكس. في 30 تشرين الأول 2012، أكد رئيس الوزراء جان مارك أيرولت تخصيص مليار يورو للعمليات العقارية التي تهدف إلى تقريب المؤسسات من حرم باريس ساكليه المستقبلي، و 850 مليون يورو من خطة الحرم الجامعي ومليار يورو إضافية للاستثمارات للمستقبل. وينص المشروع على إنشاء جامعة باريس ساكليه في عام 2014، والتي تهدف إلى أن تصبح واحدة من أفضل عشر جامعات في العالم حسب تصنيف جامعة شنغهاي جياو تونغ.
تقوم مؤسسة باريس-ساكليه للتنمية العامة بإنشاء منطقتين للتنمية المنسقة (ZAC) على محيط الحرم الجامعي: الأول حول مدرسة البوليتكنيك في باليزو؛والثانية في منطقة مولون، المشتركة بين بلديتي جيف سور إيفيت وأورسيه، حول سوبيليك. في آذار 2013 ، أجرى رئيس الوزراء جان مارك أيرولت تحكيمًا بشأن مستقبل غراند باريس  وأكد تشغيل الخط 18 من مترو باريس الكبرى إكسبرس الأوتوماتيكي، والذي سيشمل ثلاث محطات على الهضبة في أورلي – فرساي. القسم. في آب 2013، قامت مجلة معهد ماساتشوستس للتكنولوجيا (MIT)، تكنولوجي ريفيو ، بإدراج باريس ساكليه ضمن أفضل 8 تجمعات مبتكرة في العالم,، إلى جانب وادي السيليكون ، منطقة بوسطن ومدينة Tech City في لندن.
في 2 أيلول 2013 تم إعداد مشروع عقد التهيئة الترابية “باريس-ساكليه الإقليم الجنوبي" تم التصديق عليها بحضور جان دوبيني، محافظ منطقة إيل دو فرانس، وميشيل فوزو، محافظ إيسون، وجيروم جودي، رئيس المجلس العام لإيسون ورؤساء بلديات البلديات السبع المعنية. تم إنشاء منطقة حماية طبيعية وزراعية وحرجية لهضبة ساكليه، بهدف حماية بعض المناطق الزراعية والغابات، بموجب المرسوم no 2013-1298 لسنة 2013 مؤرخ في 27 كانون الأول 2013. غيرت المنشأة حالتها ونطاقها في 31 كانون الأول 2015.

### نطاق التدخل
كما هو محدد في نص قانون تحديث العمل العام الإقليمي وتأكيد المدن الكبرى الصادر في 27 كانون الثاني 2014، يمتد محيط مؤسسة التخطيط العام باريس ساكليه على إدارتين وثلاث بلديات مشتركة و 27 بلدية:
- في إيسون (91) :
  - المجتمع الحضري باريس ساكليه: بوريس سور إيفيت، تشامبلان، تشيلي مازارين، جيف سور إيفيت، ليه أوليس، ماسي، أورسيه، باليزو، ساكليه، سان أوبين، فوهالان، فيليبون سور إيفيت، فيلوجست، فيلييه لو- باكلي.
- في إيفلين (78) :
  - المجتمع الحضري فرساي غراند بارك: بييفر، بوك، شاتوفورت، جوي أون جوزا، ليه لوج أون جوزا، توسوس لو نوبل، فرساي.
  - سان كونتان أون إيفلين: إيلانكور، جويانكور، ماجني لي هامو، مونتيني لو بريتون، تراب، لا فيريير.

وهي بذلك تجمع بين المراكز الرئيسية للنشاط الاقتصادي مثل مجمعات الأعمال سان كوينتين إن إيفلين، ماسي، وخاصة مجمع الأعمال كورتابوف ، أول مجمع تجاري من الدرجة الثالثة في أوروبا يضم أكثر من ألف شركة.

## مشروع تطوير

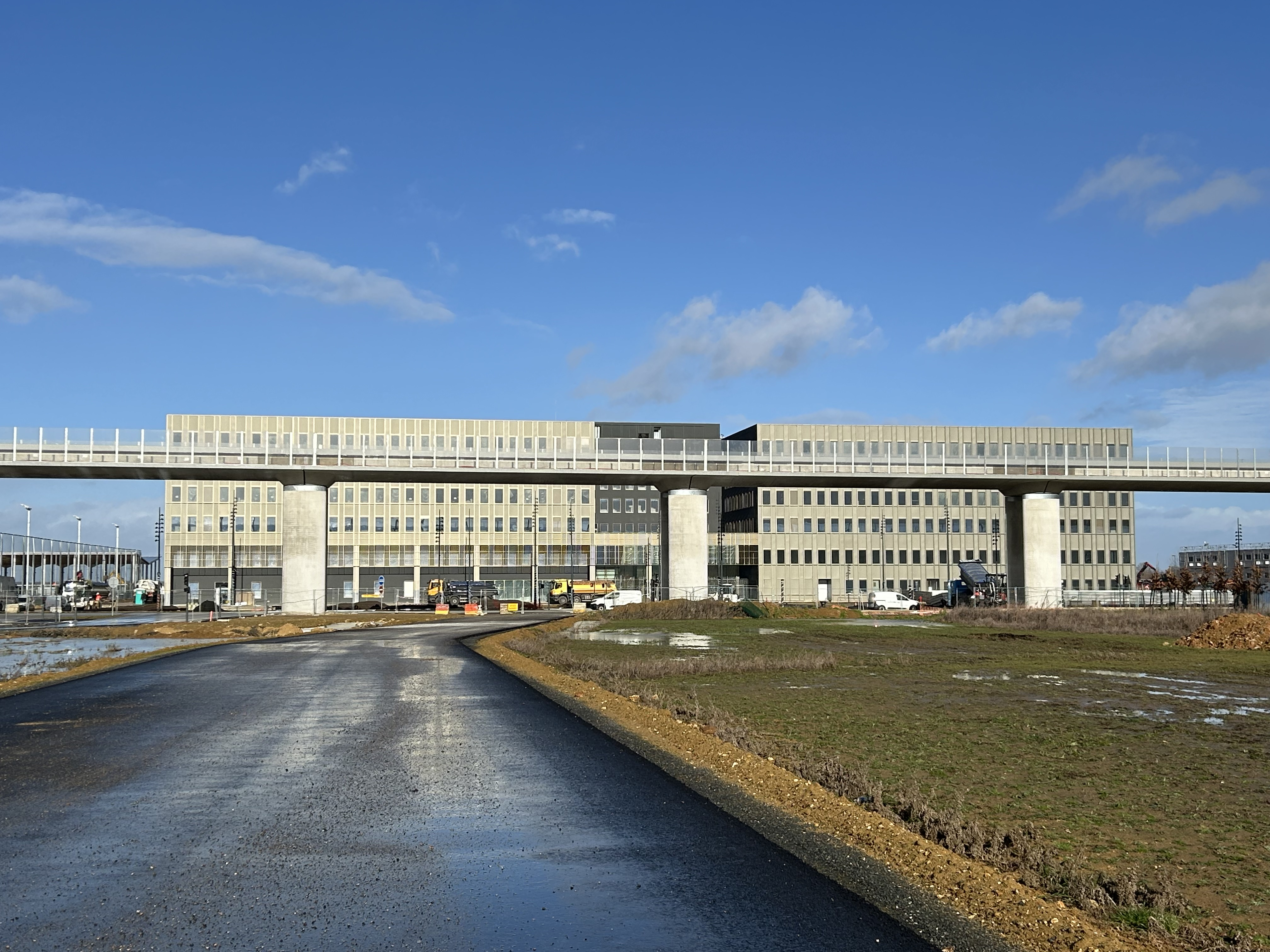
يقع مستشفى باريس ساكليه الجديد داخل محيط أورسيه على هضبة ساكليه، عند نهاية البناء في يناير 2024، في خلفية جسر الخط 18 لمترو باريس.

يتضمن مشروع التطوير الأولي برنامجًا إجماليًا بمساحة 1 714 000 م2 على مساحة 562 هكتار ، موزعة على 550 000 م2 من برامج التعليم العالي والبحث التي يتم تنفيذها في إطار خطة الحرم الجامعي، و 560 000 م2 من المباني للشركات، و 360 000 م2 من السكن العائلي و 158 000 m2 السكن الطلابي، ويضاف إليه 86 000 م2 خدمات الحي والمحلات التجارية والمرافق العامة. وهي مقسمة إلى قسمين: منطقة تدبير منسق حول مدرسة البوليتكنيك، في مدينة باليزو; ومنطقة تدبير منسق في مولون، حول سوبيليك، في بلديات جيف سور إيفيت وأورسيه وسانت أوبين. تم تصميم مباني التعليم العالي بشكل أساسي لاستيعاب المدارس الكبرى التي اختارت الانتقال إلى باريس-ساكليه، مثل المدرسة المركزية ومدرسة الاتصالات بباريس. علاوة على ذلك، ينص قانون 3 حزيران 2010 على إنشاء منطقة حماية طبيعية وزراعية وحرجية (ZPNAF) تبلغ مساحتها عدة آلاف من الهكتارات.
ومع ذلك، شهد المشروع الأولي تطورات ويمكن أن يخضع لمزيد من التطويرات. وتم إحداث مركز تدبير منسق ثالث في 27 حزيران 2014 في ساتوري (فرساي)، بهدف بناء 230 000 م2 من المباني المخصصة للأنشطة الصناعية بالإضافة إلى 3 000 وحدة سكنية. بالإضافة إلى ذلك، تجري حاليًا دراسات لتحديد مدى استصواب مشروع تطوير في سان كاينتان أون إيفلين، في الجزء الغربي من باريس ساكليه.
الهيكل المسؤول عن تنفيذ المشروع هو مؤسسة باريس ساكليه للتنمية العامة (EPA Paris-Saclay)، التي يرأسها فيليب فان دي ميلي منذ تشرين الثاني 2015. مؤسسة التعاون العلمي لحرم باريس-ساكليه هي المسؤولة عن إنشاء جامعة باريس ساكليه. منحت الأرض مجاناً من قبل الدولة، وقدرت التكلفة الإجمالية للمشاريع بعدة مليارات من اليوروات. وجب على وزارة التعليم العالي والبحث أن تستثمر 1,5 مليار يورو في تشييد المباني، واستوجب المشروع من الشركاء الآخرين (الجامعات والمدارس الكبرى) استثمار 500 مليون إضافية. تطلب بناء شبكة النقل (حافلات الخدمة عالية المستوى، الخط 18 لمترو باريس ) 2.8-3 مليار  إضافية.

### الحرم الحضري

#### منطقة فوف (بالايزو)
تقع منطقة التطوير التي تبلغ مساحتها 232 هكتار بين وادي إيفيت وهضبة ساكليه، في بلديتي باليزو وساكليه. يتوافق الجزء الشرقي من المنطقة مع موقع مدرسة École Polytechnique و ENSTA ParisTech ، التي وصلت في عام 2012. كما يقع هناك أيضًا مركز Digiteo Alan Turing الذي تشغله INRIA وENSTA. شهد الجزء الغربي من المنطقة توسعًا حضريًا تدريجيًا، مع وصول معهد الدراسات العليا للبصريات (IOGS)، ومركز البحث والتطوير التابع لشركة Thales ثم Danone ، وإكمال عملية تجمع بين مركز Nano للتكامل -Innov وشركة Horiba.

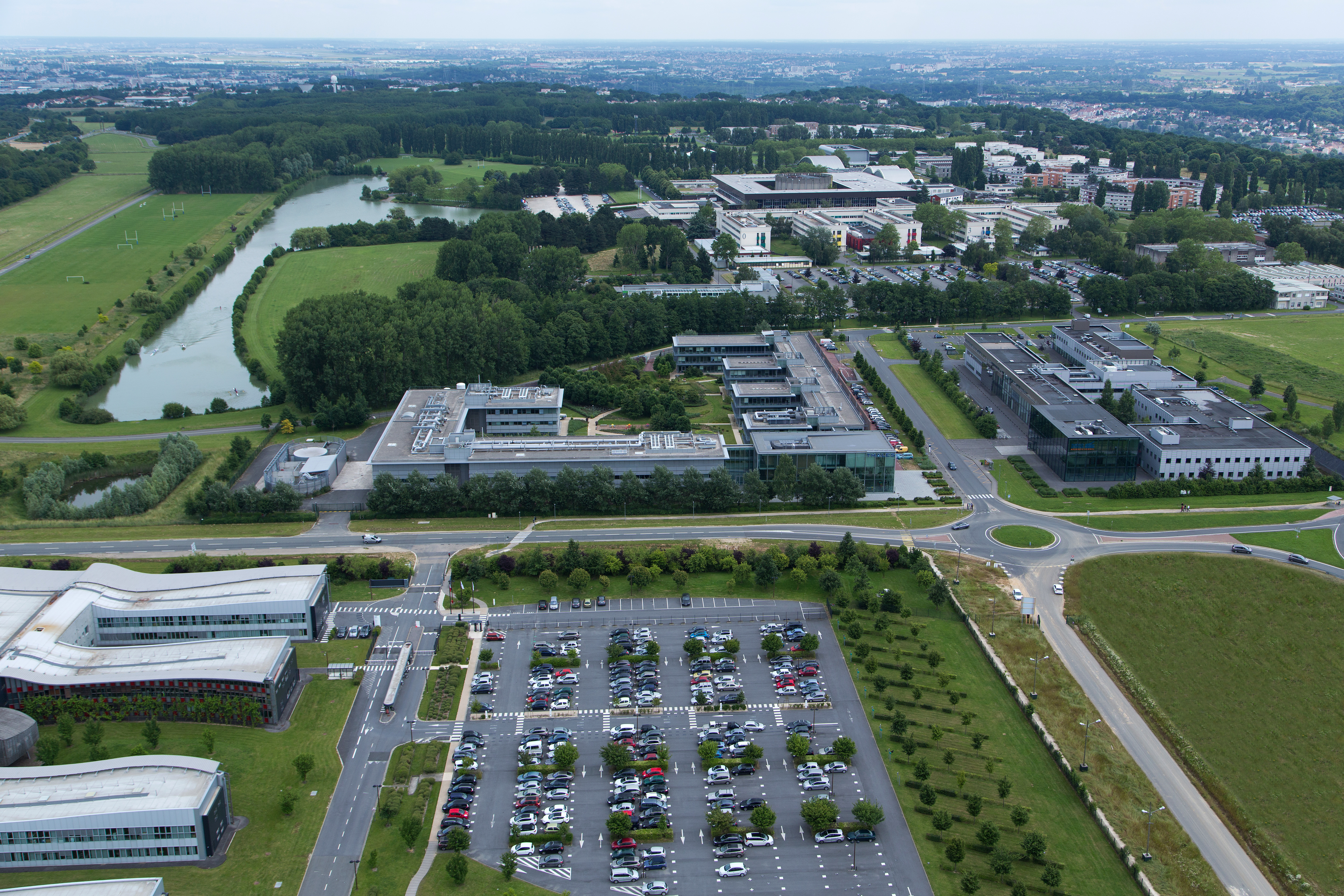
مباني مدرسة البوليتكنيك في باليزو.

بعد الانتهاء من العمل، ستشمل منطقة المدرسة المتعددة التقنيات:
- 196 000 م2 مبانٍ مخصصة للتعليم العالي والبحث العلمي
- 360 000 م2 مبانٍ مخصصة لشركات
- 78 000 م2 سكن طلابي
- 200 000 م2 سكن للأسر
- 36 000 م2 للخدمات والمنشآت التجارية والمعدات.

ويهدف برنامج التطوير هذا بشكل خاص إلى تمكين إنشاء منظمات مختلفة. استحوذت EDF على مركز البحث والتطوير التابع لها بالإضافة إلى حرمها الجامعي في عام 2015.
أنشئت ثلاث كليات هندسة كبرى مؤخرًا في المنطقة : ENSAE ParisTech في عام 2017، ومعهد المناجم والإتصالات (Mines-Télécom)  و AgroParisTech ، اللذان سيتم دمجهما مع وحدات INRAE ، في عام 2021,. وينص المشروع أيضا على استضافة هيكلين لدعم الابتكار في مجال ريادة الأعمال : معهد الأبحاث التكنولوجية SystemX ، الذي تم افتتاحه في février 2013  ، وحاضنة وحضانة وفندق أعمال (IPHE). أنشئ مركز علوم النانو وتقنيات النانو ( جامعة باريس ساكليه / CNRS ) والمعهد الكهروضوئي في إيل دو فرانس (IPVF) في عام 2019 بالقرب من هوريبا ونانو إينوف.
مؤسسات التعليم العالي الموجودة في باليزو
- مدرسة البوليتكنيك ( معهد باريس البوليتكنيك ) منذ عام 1976
- ENSTA ParisTech (Paris IP) منذ عام 2012
- ENSAE ParisTech (Paris IP) منذ عام 2017
- تيليكوم باريس (Paris IP) منذ عام 2019
- Télécom SudParis (Paris IP) منذ عام 2019)
- معهد الدراسات العليا للبصريات ( جامعة باريس ساكليه ) منذ عام 2006
- مركز علوم النانو وتقنيات النانو (جامعة باريس ساكليه) منذ عام 2019

#### منطقة مولون (جيف سور إيفيت، أورسيه)
تقع منطقة التطوير المنسقة مولون في بلديات جيف سور إيفيت وأورسيه وسان أوبين، على مساحة إجمالية قدرها 337 هكتار. يحدها من الغرب مدينة سان أوبين ومن الجنوب سفوح التلال المشجرة في وادي إيفيت، والتي تربطها بحرم جامعة باريس ساكليه و RER B ومراكز مدينة جيف سور إيفيت. بوريس سور إيفيت وأورسيه، تنفتح من الشمال على المناطق الزراعية في هضبة ساكليه. يخدم الموقع الطريق السريع RN 118 ، وهو طريق الوصول الرئيسي، ويمكن الوصول إلى الموقع عن طريق الطرق الإقليمية 128 و306.
أدى التحضر التدريجي للموقع إلى إنشاء عدة مجموعات. يوجد في منطقة مولون نفسها العديد من مؤسسات التعليم العالي والبحث مثل: CentraleSupélec ، ومركز أبحاث تكنولوجيا المعلومات المشترك ، وDigiteo ، وIUT of Orsay، ومختبر الهندسة الكهربائية في باريس، وPolytech Paris-Saclay ، وMoulon Plant Genetics UMR ، بالإضافة إلى 1 800 وحدة سكنية . تجمع منطقة Orme des Merisiers بين مركز CEA Saclay و Soleil Synchrotron ومجمعين تجاريين. منطقة بلفيدير، التي تجمع بين الأنشطة البحثية في جامعة باريس ساكليه ، ومطعم الجامعة والمبنى رقم 503، الذي يضم قطاع الابتكار ورجال الأعمال ومختبر التصنيع الضوئي التابع لمعهد الدراسات العليا . أخيرًا، يشتمل الموقع على مجمع نهائي مع منطقة الأنشطة التابعة لمتنزه-نادي جامعة أورسيه، حيث يقع بالقرب منها مركز رياضي (يضم ملاعب كرة قدم خماسية وتنس) وسكن عائلي.

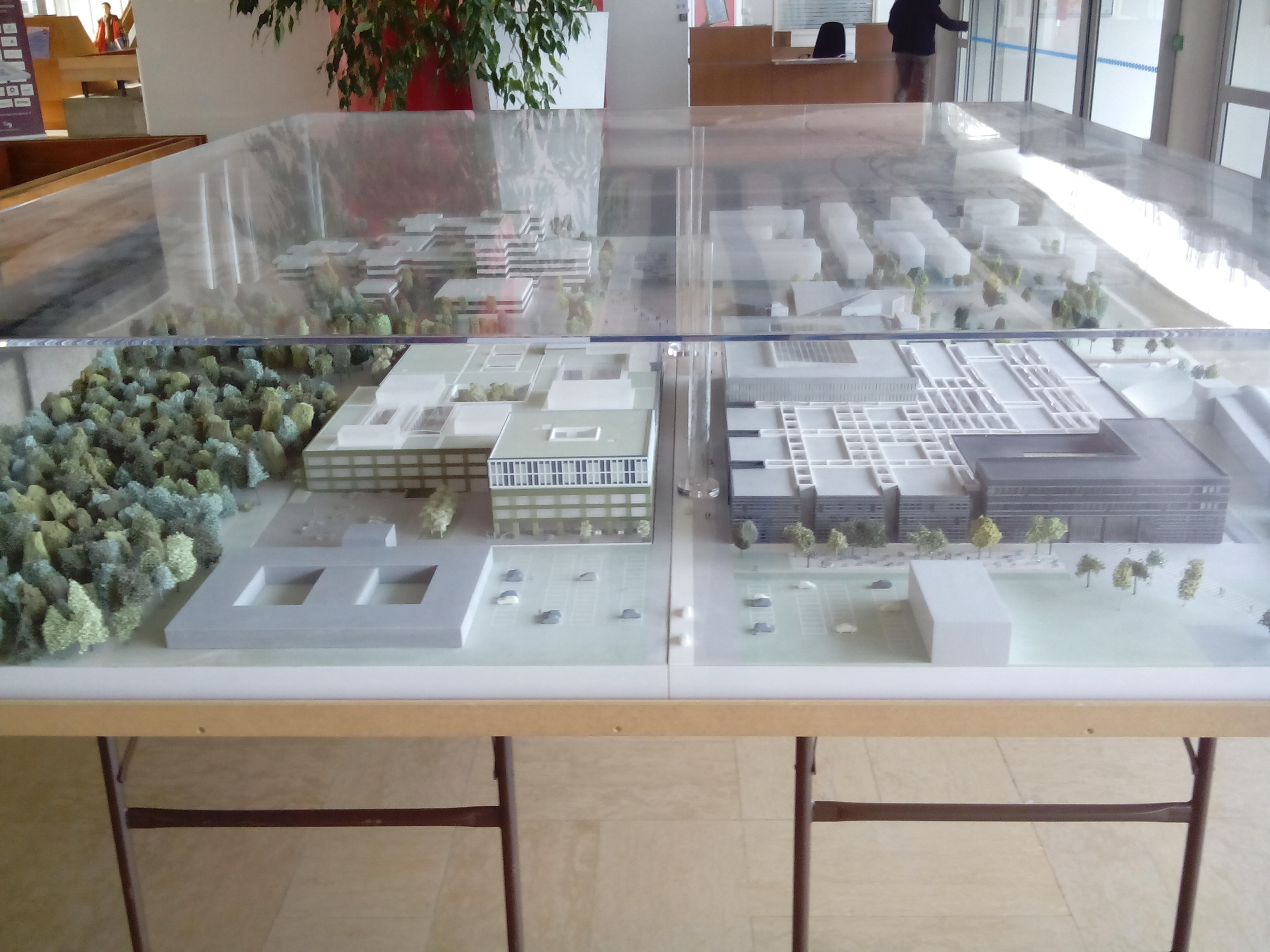
نموذج يعرض المباني المستقبلية لمدرسة CentraleSupélec.

بعد الانتهاء من العمل ستستضيف منطقة مولون:
- 350 000 م2 للتعليم العالي والبحث العلمي
- 200 000 م2 للتنمية الاقتصادية
- 90 000 م2 للسكن الطلابي
- 180 000 م2 لسكن الأسر
- 50 000 م2 للخدمات والمنشآت التجارية والمعدات.

منطقة مولون هي مكان نشوء مدرسة CentraleSupélec للمهندسين، الذي استحوذ في عام 2017 على مجمع من ثلاثة مباني (مباني إيفل وبويج وبريجيه)، على التوالي 48 000 م2 و 24 000 م2 و 40 000 م2 (مبنى المدرسة العليا السابقة الكهرباء ). هذا المشروع، المسمى Lab City ، صممه ريم كولهاس، الحائز على جائزة بريتزكر عام 2000 ، ويضم قاعة كبيرة تتسع لمختبرات ومكاتب الباحثين وقاعات دراسية.
في عام 2020، انتقلت المدرسة العليا باريس ساكليه إلى مجمع مباني 64 000 m2 صممه المهندس المعماري الإيطالي رينزو بيانو، الحائز على جائزة بريتزكر عام 1998. تم تشييد أربعة مباني ضمن حديقة مساحتها أكثر من هكتار. بدأ العمل في خريف عام 2015 واكتمل في نهاية عام 2019. تم التخطيط تاريخيًا لنهاية العمل في عام 2017، على أن تبدأ لأول مرة في سبتمبر 2018.
وأخيرًا، ستستضيف المنطقة مراكز بحث وتدريس من جامعة باريس ساكليه في علم الأحياء والكيمياء والصيدلة والصحة، بالإضافة إلى معهد المناخ والبيئة (ICE).
تتكون منطقة مولون بشكل أساسي من حرم جامعة باريس ساكليه ، حرم أورسيه سابقًا، والذي يقع على هضبة ساكليه منذ عام 1955 . تقع المباني التعليمية العديدة لجامعة باريس ساكليه ومختبراتها البحثية البالغ عددها 60 على موقع مساحته 200 هكتار من الخشب يحتوي على العديد من الأنواع النادرة.
- الجامعة الدولية للتكنولوجيا في أورسيه، كلية العلوم وكلية الصيدلة (جامعة باريس ساكليه) منذ عام 1955
- سنترال سوبيليك (جامعة باريس ساكليه) منذ عام 2017 [66]
- مدرسة البوليتكنيك بجامعة باريس ساكليه (جامعة باريس ساكليه) منذ عام 1983 [71]
- المدرسة العليا للأساتذة باريس ساكليه (جامعة باريس ساكليه) منذ 2020 [70]

Logements du programme O'rizon et l'avenue des Sciences, dans le quartier de Moulon, au cœur de Paris-Saclay. وحدات سكنية في برنامج أوريزون وشارع العلوم، في منطقة مولون، في قلب باريس ساكليه.
Entrée de l'École normale supérieure Paris-Saclay, composante de l'université Paris-Saclay, en mai 2020. مدخل مدرسة الأساتذة العليا باريس ساكليه ، التابعة لجامعة باريس ساكليه ، في أيار 2020.

### منطقة فرساي-ساتوري
يقع موقع Satory في المنطقة المجاورة مباشرة لقصر فرساي ، في القلب التاريخي للمدينة. عند المفصل بين وادي بييفر وسان كوينتين إن إيفلين ، ينقسم إلى قسمين. أما الجزء الغربي فيشمل مؤسسات الجيش والشركات المرتبطة بقطاع الدفاع، مثل شركة نكستر وشركة رينو تراكس ديفينس. كما أنه يجمع العديد من اللاعبين في مجال التنقل، بحضور IFSTTAR ، وهي منظمة أبحاث النقل العام، وفريق رياضة السيارات Citroën Racing وحلبة Val d'or، والتي تتضمن أيضًا اختبارات مسارات السباق. ويحتضن الجزء الشرقي وحدات لوجستية وتدريبية للدرك الوطني والجيش، فضلا عن 5 000 logements للموظفين وعائلاتهم.
يجب أن يكون Satory موضوع مشروع تطوير Paris-Saclay الثالث : تم إحداث مركز ZAC ثالث في 27 juin 2014 بهدف إنجاز 230 000 m2 من المباني المخصصة للأنشطة الصناعية بالإضافة إلى 3 000 logements. ومن المتوقع أن تعزز هذه المنطقة المختلطة تخصصها في مجال التنقل، من خلال الترحيب في عام 2015 بمعهد VéDeCom، وهو هيكل بحثي حول التنقل الخالي من الكربون. هذا « مركز التنقل المستقبلي » يجب الاستفادة من قرب IFSTTAR و ESTACA التي سيتم تأسيسها في عام 2015 في Saint-Quentin-en-Yvelines، وكذلك الشركات الموجودة في Vélizy-Villacoublay. والهدف أيضًا هو جعله حيًا ممتعًا للعيش فيه، من خلال إعادة تصنيف الأراضي الصناعية المقفرة وتنفيذ المناظر الطبيعية.
من المفترض بحلول عام 2030 تقريبًا، أن تقام محطة مترو تخدم منطقة ساتوري على الخط 18 من مترو باريس.

### سان كونتان أون إيفلين
كجزء من مشروع باريس ساكليه، يتعين على وكالة حماية البيئة في باريس ساكليه دعم عمليات التطوير التي بدأها المجلس العام لإيفلين وسان كونتان أون إيفلين. ويشكل ممر سكة الحديد، الذي يفصل الأخيرة إلى قسمين، مساحة احتياطية متاحة للبناء المستقبلي.
بدأت دراسة إمكانات تطوير ممر السكك الحديدية في بلديات لا فيريير وتراب ومونتيني لو بروتونو وكذلك منطقة لا كليه دو سان بيير في إيلانكور من قبل مجتمع التجمعات السكانية في سان كونتان أون إيفلين ، والتي أطلقت بعد ذلك دراسات جدوى لمنطقة سكنية تضم من 500 - 3٬000 وحدة سكنية.
مؤسسات التعليم العالي الموجودة في سان كوينتين إن إيفلين
- المعهد الدولي للصورة والصوت في La Clef de Saint-Pierre ، إيلانكور منذ عام 1988
- جامعة فرساي – سان كوينتين إن إيفلين (الفرع السابق لجامعة باريس نانتير ) منذ عام 1985
- المعهد العالي للإدارة (جامعة فرساي – SQY) منذ عام 1998
- إستاكا باريس ساكليه منذ عام 2012

### مواصلات
بمجرد الانتهاء من مشروع التطوير، سيتعين نقل 50 000 personnes إلى مواقع باريس ساكليه المختلفة، وخاصة إلى المنطقتين اللتين تم إنشاؤهما على هضبة ساكليه . ولتحقيق ذلك، يتضمن مشروع التطوير تحسين وسائل النقل الحالية وبناء شبكات جديدة لخدمة الأماكن التي لا يمكن الوصول إليها حاليا.

#### خط RER B
يتكون تحسين وسائل النقل الحالية أساسًا من تجديد الجزء الجنوبي من الخط B من خط RER ، والذي يتضمن استبدال المفاتيح وأجهزة الإشارة، وبناء منصة ثالثة في Denfert-Rochereau ، بالإضافة إلى تجديد محطات Palaiseau و Lozère و Le Guichet و Orsay-Ville. كما سيتم إضافة شاشات في المحطات، وسيستمر استبدال القطارات بأخرى جديدة حتى عام 2016. يجب أن يسمح هذا البرنامج بمرور عشرين قطارًا في الساعة وتجنب الحوادث قدر الإمكان. علاوة على ذلك، سيتم إعادة تصميم شبكة الحافلات بأكملها من أجل تكييفها مع الاحتياجات الجديدة. وتجري العمليات أيضًا لتحسين شبكة الطرق. إن العمل على الطريق السريع RD36 - خاصة في منطقة كريست دو ساكليه - وإعادة تطوير دوار سانت أوبين وإعادة توجيه الطريق السريع 128 خارج قلب الأحياء، سيجعل حركة المرور أكثر مرونة.

الخط 18 من مترو باريس ، الذي سيخدم هضبة ساكليه حوالي عام 2025، موضح باللون الأخضر على خريطة شبكة Grand Paris Express.

#### خط المستقبل 18 لمترو باريس
ومع ذلك، فإن وسيلة النقل الرئيسية إلى منطقتي École Polytechnique وMoulon ستكون الخط 18 من مترو باريس. ويبلغ طوله 35 كم، وسيكون به 11 محطة ستخدم أيضا المطار الدولي في أورلي، ماسي، أنطونيبول، سان كوينتين إن إيفلين وفرساي. يجب أن تكون هناك ثلاث محطات على هضبة ساكليه وتخدم كل منطقة بالإضافة إلى منطقة CEA : باليزو (منطقة البوليتكنيك)، أورسيه / جيف (منطقة مولون) و CEA / سان أوبين. ومن المقرر أن يبدأ تشييده في عام 2017 للجزء الواقع بين ماسي وسانت أوبين، ومن المقرر أن يبدأ التشغيل في عام 2023. وكان قد تم تأجيل الربط بين ماسي وأورلي إلى عام 2027، لكن في تموز 2014 ، أعلن رئيس الوزراء مانويل فالس أن الدولة ملتزمة بإتمام الربط بين ساكليه وأورلي قبل ثلاث سنوات، أي في عام 2024. تم تأجيل الجزء بين سان أوبين وفرساي حتى عام 2030. ومن المقرر بناء الجزء الأخير، الذي يجب أن يربط فرساي بمدينة نانتير، بعد عام 2030.

#### الخط المستقبلي 12 من ترام إيل دو فرانس
بحلول عام 2020، سيخدم الخط 12 من ترام إيل دو فرانس ثلاث مدن داخل محيط وكالة حماية البيئة باريس-ساكليه : ماسي وشامبلان وتشيلي مازارين. تضم هذه المدن الثلاث على أراضيها منطقة DUP of La Bonde، وهو موقع مشروع مدمج ضمن عملية Paris-Saclay ذات المصلحة الوطنية. من المقرر إنشاء محطتين مستقبليتين، هما Massy-Europe و Champlan – Pré de Paris ، في مكان قريب.
تم التخطيط في البداية لعام 2020، ولكن تم تأجيل تشغيل الجزء الجنوبي من الخط، بين ماسي باليزو وإيفري كوركورون، إلى عام 2022.
في 16 أيار 2013 ، صادقت شركة Île-de-France Mobilités (STIF سابقًا) رسميًا على تمديد خط الترام رقم 12 إلى محطة فرساي-شانتييه. وبالتالي فإن الخط سيحل محل فرع C8 بالكامل من RER C. تم تقديم المشروع بالتشاور المسبق مع1من 1 حزيران إلى 7 تموز 2013 [ 1 ] . ومن المقرر تشغيل ترام واحد كل عشر دقائق خلال ساعات الذروة .
وبالتالي فإن الجزء الشمالي من الخط 12 من الترام سيخدم مدرسة HEC Paris ، شمال ساكليه ، في جوي أون جوساس ومدينتي بييفر وفرساي ، والبلديات داخل محيط وكالة حماية البيئة. في février 2017 ، وفقًا للمجلس الإقليمي إيل دو فرانس، من المقرر أن يبدأ التشغيل بحلول عام 2025 .

#### الخط السريع 91.06 (BHNS)
بالإضافة إلى ذلك، يربط خط الحافلات عالي المستوى (BHNS) ، 91.06 من شبكة حافلات باريس ساكليه ، ماسي باليزو وسان كوينتين إن إيفلين منذ عام 2015، بحافلة كل ثلاث دقائق. قيد الإنشاء منذ عام 2013 تحت إدارة مشروع Île-de-France Mobilités (STIF سابقًا)، يخدم هذا الممر المخصص للحافلات الحرم الجامعي الحضري Paris-Saclay.

#### خط حافلات Noctilien N63
منذ كانون الأول 2020، قام الخط N63 من شبكة Noctilien بربط محطة مونبارناس بمنطقة Polytechnique - Vauve بالحرم الجامعي الحضري عبر Massy - Palaiseau RER.

#### شبكة حافلات باريس-ساكليه
الخطوط 2 و 3 و 4 و 8 من شبكة حافلات باريس ساكليه ، Mobicaps سابقًا، تخدم Les Ulis ، بينما تخدم الخطوط 6 و 7 و 9 من شبكة حافلات باريس ساكليه منطقة مولون وحرم جامعة أورسيه . يخدم الخط 14 من شبكة حافلات Paris Saclay منطقة École Polytechnique .
سيؤدي إنشاء خط ماسي – كورتابوف – ليه أوليس إلى تسهيل الوصول إلى منطقة النشاط والجزء الجنوبي من الإقليم، في حين أن الاتصال بين لي أوليس وكورتابوف وفيليزي-فيلاكوبلاي وجسر سيفر سيسمح بالسفر بين الشمال والجنوب. يخدم الخطان 8 و17 من شبكة حافلات باريس ساكليه مجمع الأعمال كورتابوف . وأخيرًا، سيتم إنشاء شبكة من مسارات الدراجات على الهضبة وكذلك في المدن المجاورة.

### طاقة
ولتغذية مشروع المدينة الجديدة وجعلها منطقة طاقة إيجابية، اختارت مؤسسة باريس-ساكليه للتنمية العامة مصدرًا للطاقة، والطاقة الحرارية الأرضية ، ونوعًا من شبكة الحرارة والبرودة المبتكرة. وخلافاً للعديد من محطات الطاقة الحرارية الأرضية في إيل دو فرانس، فإن محطة باريس ساكليه لن تستمد سعراتها الحرارية من منسوب مياه دوجر ، بل من مياه نهر ألبين . يتم سحب المياه من عمق 700 mètres بفضل اثنين من الطاقة الحرارية الأرضية، وستخرج المياه عند درجة حرارة 28 °C ، كافية لتكوين حلقة من الماء المعتدل . سيكون إنتاج الحرارة هجينًا : مركزية بالطاقة الحرارية الأرضية ولامركزية بالمضخات الحرارية . وستوفر حلقة المياه المعتدلة خمس شبكات صغيرة لخمس جزر مختلفة، تبلغ مساحة كل منها حوالي 200 000 m2 . ستكون الشبكة ثنائية الاتجاه : سوف يستعيد الحرارة المهدرة من معدات البحث الموجودة بالفعل ومراكز البيانات لتوزيعها على المباني الأخرى. في المجموع، ستكون قوة المنشأة 37 MW للتدفئة و 10 MW للبرودة. سيتم تكبير حجم حلقة المياه المعتدلة بشكل متعمد لتكون بمثابة مخزن. في البداية، سيكون معدل الطاقة المتجددة 62 %، سوف تكمل غلايات الغاز عملية التثبيت. وفي مراحل لاحقة، ستكون مصادر الطاقة المتجددة الأخرى قادرة على تزويد الشبكة، مثل وحدة الميثان أو غرفة غلايات الكتلة الحيوية . ستتم إدارة هذه الشبكة التي يبلغ طولها 14 km بذكاء : ستوفر الألياف الضوئية، المخصصة لطاقات الحرارة والكهرباء، مؤشرات في الوقت الفعلي عن احتياجات المبنى، ويتم نقلها إلى منصة برمجيات التحكم التي ستنظم شبكة التوزيع (التكيف مع درجات الحرارة)، وتحسين احتياجات المباني ( الحذف والاسترداد) وسوف تقوم بإدارة مصانع الإنتاج. على سبيل المثال، يمكن وضع تدفئة المباني التعليمية، التي تكون قليلة الإشغال أو فارغة اعتبارًا من الساعة 6 مساءً، في وضع الاستعداد عندما تزيد احتياجات السكن. بفضل هذا التوقع للاحتياجات، يتم توفير الطاقة من 5 إلى 15 سيتم الحصول على % مقارنة بالتثبيت التقليدي. وبالتوازي مع شبكة التدفئة، ستكون المباني حاصلة على شهادة HQE وستنتج الكهرباء باستخدام الألواح الكهروضوئية أو توربينات الرياح الصغيرة. ; 30 يجب أن تكون نسبة الكهرباء من مصدر متجدد .
بالإضافة إلى ذلك، يجب أن يعزز الحرم الجامعي اعتدال الطاقة وكفاءتها، ولا سيما من خلال تنفيذ SmartEnergy  ، وهي شبكة توزيع ذكية تجعل من الممكن تحسين استهلاك وإنتاج الكهرباء ( smart grid ). سيكون الهدف هو إنتاج 30 ٪ من الاحتياجات الحالية بفضل الطاقات المتجددة: سيتم إنتاج الكهرباء باستخدام الألواح الكهروضوئية وتوربينات الرياح، في حين ستأتي الحرارة جزئيا من شبكة ذكية مدعومة بالهضم اللاهوائي للنفايات، واسترداد الحرارة من المباني والطاقة الحرارية الأرضية، مع الحفر في حوض حراري على عمق 700 م.

### منطقة الحماية الطبيعية والزراعية والغابات
ينشئ قانون 3 حزيران 2010 المتعلق بباريس الكبرى منطقة حماية طبيعية وزراعية وحرجية لهضبة ساكليه (ZPNAF) التي يجب أن تصل مساحتها إلى 2 300 hectares على الأقل. ويحمي المساحات الطبيعية والزراعية المتكاملة هناك، ويمنع أي بناء حالي أو مستقبلي.
وبحسب نص القانون، كانت المؤسسة العمومية باريس ساكليه (EPPS) مسؤولة عن ترسيم هذه المنطقة. تم تحديد منطقة الحماية بموجب المرسوم no 2013-1298 مؤرخ في 27 كانون الأول 2013 : تشمل 2 469 هكتار مخصصة حصريا للأنشطة الفلاحية و 1 646 hectares مكونة من غابات ومجاري مائية ومساحات طبيعية وجداول. مع لاعبين اقتصاديين من العالم الزراعي، قامت المؤسسة العامة باريس ساكليه بتطوير برنامج يحدد الاستخدامات التي سيتم إجراؤها من الفضاء، بهدف تعزيز الاستغلال الزراعي وإدارة الغابات والحفاظ على المساحات الطبيعية والمناظر الطبيعية وتثمينها. على سبيل  ، قام EPPS بتنفيذ أعمال الهندسة البيئية لحماية الأنواع المحمية، مثل إنشاء ثلاثة أحواض يتم فيها إعادة تكوين مجموعات من البرمائيات ( السمندل المائي الكبير ) أو الأنواع النباتية ( نجم الماء).

## جامعة باريس ساكليه

### إنشاء الحرم الجامعي FCS باريس ساكليه
يعد إنشاء جامعة باريس ساكليه الركيزة الثانية لمشروع مركز باريس ساكليه العلمي والتكنولوجي. وتهدف من خلال جمع 23 لاعبًا في مجال البحث العلمي والتدريب الجامعي، إلى أن تصبح أول جامعة متعددة التخصصات في أوروبا في التصنيفات الأكاديمية الدولية، والظهور بين المركز العاشر والعشرين في التصنيف الذي تحدده جامعة جياو تونغ من شنغهاي في العام المقبل عشر سنوات. خلال عامها الدراسي الأول المقرر في septembre 2015, ستصبح الجامعة الرائدة في فرنسا من حيث عدد الطلاب وطلاب الدكتوراه والباحثين - 50 000 étudiants و 10 500 enseignants-chercheurs  - وجوائز الجامعة - ثلاثة جوائز نوبل في الفيزياء وستة ميداليات فيلدز . وبذلك سيكون حجمها يضاهي حجم أكبر الجامعات في العالم، مثل جامعة هارفارد أو جامعة كامبريدج أو جامعة بكين.
تم إطلاق مشروع جامعة باريس ساكليه في عام 2008، بعد المصادقة عليه من قبل وزارة التعليم العالي والبحث كجزء من خطة الحرم الجامعي. أنشئت مؤسسة التعاون العلمي لحرم باريس ساكليه، برئاسة آلان برافو، للجمع بين مختلف المؤسسات الجامعية والعلمية، وضمان إنشاء الجامعة. فيما يتعلق بمشروع التطوير، تخطط العديد من المؤسسات للانتقال إلى باريس ساكليه : تم تأكيد وصول المدرسة العليا باريس ساكليه، وENSTA ParisTech  ، و AgroParisTech ، والمدرسة المركزية بباريس، وENSAE ParisTech ، و Télécom Paris Tech في أيلول 2010. ويجب على جامعة باريس سود أيضًا نقل كل أو جزء من مبانيها إلى الحرم الجامعي الجديد. تخطط AgroParisTech و INRA لبناء مبنى مشترك في باليزو ، والذي سيجمع جميع أنشطة INRA في إيل دو فرانس غير الموجودة في جوي أون جوسا أو فرساي.

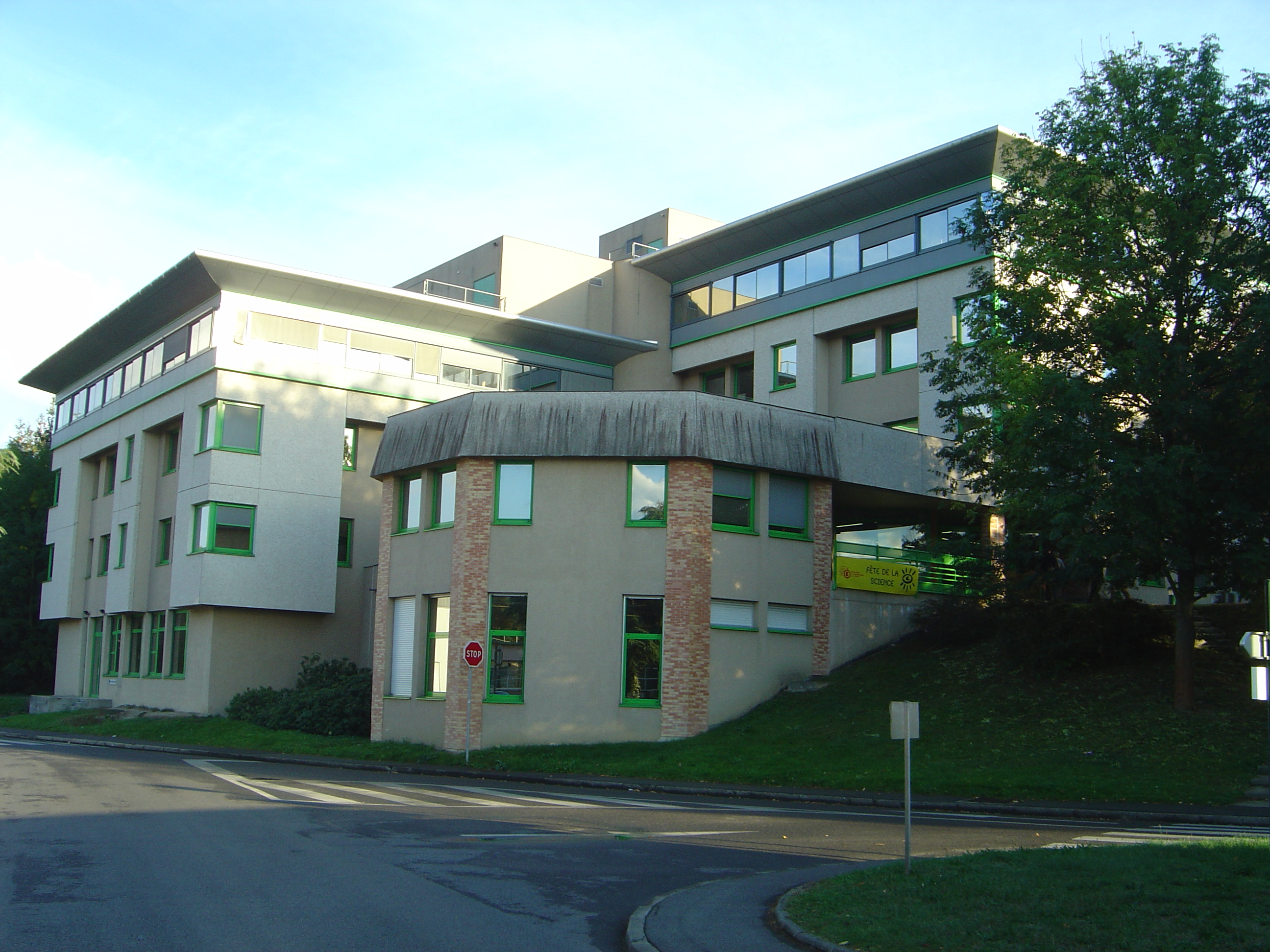
بناء معهد الفيزياء الفلكية الفضائية بجامعة باريس ساكليه في أورسيه.

وفي شباط 2011، أصبحت جامعة فرساي – سان كوينتين إن إيفلين عضوًا مؤسسًا لمؤسسة التعاون العلمي، وفي تشرين الثاني، انسحبت المدرسة الوطنية العليا للمناجم أخيرًا من المشروع. وفي الشهر نفسه، افتتح مركز أبحاث علوم الكمبيوتر المشترك، وهو أول مبنى تم بناؤه خصيصًا للحرم الجامعي.

### إنشاء ComUE
- المنظمات البحثية : CEA ، CNRS ، معهد الدراسات العلمية المتقدمة (IHES)، INRA ، INRIA ، INSERM ، ONERA ، Synchrotron Soleil .
- مدارس عظيمة : AgroParisTech ، École Centrale Paris ، École polytechnique ، ENSAE ParisTech ، ENSTA ParisTech ، ESTACA ، HEC Paris ، Institut Mines-Télécom ( Télécom Paris Tech، Télécom SudParis )، Institut d'optique Graduate School (IOGS)، Supélec .
- الجامعات : جامعة باريس الجنوبية، جامعة فرساي – سان كوينتان إن إيفلين .
- آخرون : Universud Paris, منطقة باريس المنهجية, Digiteo.

في تموز 2014، اعتمد مختلف الأعضاء النظام الأساسي للجامعة المستقبلية، التي تم تشكيلها كمجتمع من الجامعات والمؤسسات (ComUE)، والذي سيسمح لها بإصدار درجات البكالوريوس والماجستير والدكتوراه. وسيكون الحكم فيدراليا : ستقوم المؤسسات بتفويض بعض المهارات إلى الجامعة ولكنها ستحتفظ بهويتها الخاصة.
سيتم تجميع التخصصات في "مدارس", على النموذج الأنجلوسكسوني. بينما عددها غير ثابت ، أنشئت بالفعل مدارس "العلوم الأساسية" و"علوم الحياة والطب" و"الهندسة" و"التجارة" و"العلوم الاقتصادية والاجتماعية" و"القانون والعلوم الإنسانية". سيكون لمدرسة الهندسة خصوصية الجمع بين جميع كليات الهندسة الموجودة في الموقع. وبالتالي، سيتمكن كل طالب من الوصول إلى الدورات أو وحدات التدريس المختلفة لجميع المؤسسات الأخرى وسيكون قادرًا على إكمال دورة الخيار المشترك في السنة الثالثة. وفي نهاية المطاف، من المتوقع أن تتحول مكونات الجامعة المختلفة إلى "كليات"، استناداً إلى نموذج الجامعات الإنكليزية (أبرزها كامبريدج وأكسفورد)، المكونة من عدة كليات مستقلة.

### الإنشاء بمرسوم جامعي
المجتمع متعدد التخصصات للجامعات والمؤسسات (ComUE) جامعة باريس ساكليه » جنوب باريس ، في إيسون وإيفلين ، تم إنشاؤها في 29 décembre 2014 ، تم إلغاؤها بمرسوم بتاريخ 6 novembre 2019.
اختفت جامعة ComUE Paris-Saclay وجامعة Paris-Sud1 janvier 2020
في عام 2020، دخلت جامعة باريس ساكليه تصنيف شنغهاي في المركز 14 على مستوى العالم  ، حيث حصلت على المركز الأول عالميا في مجال الرياضيات والمرتبة التاسعة عالميا في مجال الفيزياء. في مركز تصنيفات الجامعات العالمية 2020-2021، صنفت في المرتبة 32 كأفضل جامعة في العالم والمرتبة الثانية في فرنسا.

## الترشح لمعرض اكسبو العالمي 2025
في 12 تموز 2017 ، اختارت الحكومة موقع باريس ساكليه لاستضافة المعرض العالمي 2025. وتم سحب الطلب الفرنسي في كانون الثاني 2018.

## ردود الفعل على المشاريع
لم يتلق المشروع انتقادات تذكر من الطبقة السياسية. دعم الاتحاد من أجل الحركة الشعبية هذه العملية، بقيادة كريستيان بلان ، وزير الدولة لباريس الكبرى ، وفاليري بيكريس ، وزيرة التعليم العالي والبحث. رغم ارتباطه بسياسة نيكولا ساركوزي ، إلى درجة أنه يلقب أحيانا بـ « وادي السيليكون في عهد ساركوزي »  لم يكن مشروع باريس ساكليه موضع معارضة كبيرة من الحزب الاشتراكي . كما أكد جان مارك أيرولت سنة 2013 على استمرار التشغيل وتسريع إنشاء شبكة النقل.

### انتقادات لعمليات التنمية
وفي بداية التسعينيات ، تعرضت التوسعات المختلفة للحرم الجامعي لانتقادات من قبل الحركات البيئية التي اتهمتها بتقليص مساحة المساحات الزراعية,. تمت إعادة صياغة هذه الانتقادات خلال مشاريع التوسعة في العقد الأول من القرن الحادي والعشرين. المسؤولون المنتخبون المحليون البيئة الأوروبية يشكك حزب الخضر في المشروع ويحكمون عليه « وراء الزمن » وانتقد بناء المترو « في وسط الحقول ». في عام 2015، أصدرت لجنة التحقيق في عقد التنمية الإقليمية (CDT) لهضبة ساكليه رأيًا غير مؤيد، مشيرة إلى أنه « لم تعد تقدم عناصر ذات أهمية عالمية، تتوافق مع السياق الاجتماعي والسياسي والاقتصادي الحالي ».

### تقييمات الجامعة الجديدة
ينتقد البعض أيضًا المشروع الذي يفضل المدارس الكبيرة أكثر من اللازم، خاصة فيما يتعلق بإدارة الحرم الجامعي. وهكذا يدين Sneup " مشروع قائم على رؤية نخبوية للتعليم العالي » فضلا عن استبعاد العديد من المنشآت من مجلس الإدارة . سيكون للجامعتين والمركز الوطني للبحوث العلمية ، المهيمنتين إلى حد كبير من حيث عدد الباحثين والطلاب، نفس الوزن السياسي الذي تتمتع به المدارس الكبيرة، ذات الحجم الأكثر تواضعًا. إدارة المشروع الذي بدأته " خريطة الحرم الجامعي » يتم انتقاده أيضًا من قبل المسؤولين المنتخبين المحليين الذين ينتقدون الدولة لتوجيهها المشروع بمفردها  ، أو من قبل أصحاب المصلحة الآخرين في المشروع الذين ينتقدون الدولة لممارسة الكثير من التدخل.
كما تتعرض المنظمة المستهدفة، على شكل كتلة ، لانتقادات من قبل بعض الجهات الفاعلة التي تشكك في فعاليتها. كما يخشى البعض أن يكون تطورها على حساب مناطق جغرافية أخرى، كما هو الحال في جامعة باريس سود 11 ومدرسة الأساتذة العليا باريس ساكليه ، اللتين تغادران المدن الواقعة في منطقة باريس  ، أو في حالة المدارس الكبرى التي تغادر باريس.
جمعية Sauvons la recherche ، التي تم إنشاؤها سنة 2003 لمعارضة قانون التوجيه والبرمجة للبحث والابتكار ، أطلقت عريضة في نهاية 2012 للتنديد ببعض توجهات المشروع، ولا سيما حقيقة أن مجلس إدارة ويجب أن تضم الجامعة المستقبلية ممثلين اثنين فقط من أعضاء هيئة التدريس. وتأتي بعض الانتقادات أيضًا من الجهات المؤسسية الفاعلة نفسها. وهكذا كانت جامعة فرساي – سان كوينتين أون إيفلين تشعر بالقلق إزاء فقدان نفوذها في جامعة باريس ساكليه المستقبلية. علاوة على ذلك، فإن التقارب المنشود بين مختبرات الأبحاث والجامعات والشركات لن يتحقق.

## الملاحظات والمراجع
1. 1 2 3 4 5  Declan Butler (20 octobre 2010). "Paris plans science in the suburbs". Nature (بالإنجليزية). Archived from the original on 2021-03-04. Retrieved 3 septembre 2014. {{استشهاد ويب}}: تحقق من التاريخ في: |تاريخ-الوصول= (help).
2. 1 2  Angela Bolis (28 mai 2014). "Quid du projet de "Silicon Valley" à la française sur le plateau de Saclay ?". لو موند. مؤرشف من الأصل في 2024-09-13. اطلع عليه بتاريخ 9 juillet 2014. {{استشهاد ويب}}: تحقق من التاريخ في: |تاريخ-الوصول= و|تاريخ= (مساعدة).
3. ↑  "L'histoire du domaine du campus CNRS de Gif-sur-Yvette". http://www.cnrs.fr. مؤرشف من الأصل في 2016-03-03. اطلع عليه بتاريخ 1er mai 2010. {{استشهاد ويب}}: تحقق من التاريخ في: |تاريخ-الوصول= (مساعدة).
4. 1 2 3  "Le centre CEA de Saclay depuis 1952 : les débuts". http://www.cea.fr. مؤرشف من الأصل في 2019-05-12. اطلع عليه بتاريخ 1الأول {{{1}}} mai 2010. {{استشهاد ويب}}: تحقق من التاريخ في: |تاريخ-الوصول= (مساعدة).
5. ↑  Jean-François Augereau (26 octobre 2002). "Le centre d'études nucléaires de Saclay fête ses cinquante ans". لو موند. اطلع عليه بتاريخ 10 juillet 2014. {{استشهاد ويب}}: تحقق من التاريخ في: |تاريخ-الوصول= (مساعدة).
6. 1 2  "Les services de la direction générale s'installent à Palaiseau". le site officiel de l'ONERA. 31 mars 2011. مؤرشف من الأصل في 2024-12-08. اطلع عليه بتاريخ 9 juillet 2014. {{استشهاد ويب}}: تحقق من التاريخ في: |تاريخ-الوصول= و|تاريخ= (مساعدة).
7. ↑  Bimbot، René (2007). "Les années Joliot". La Revue pour l'histoire du CNRS ع. 16. ISBN:978-2-271-06453-0.
8. ↑  "Inauguration du campus par le Général de Gaulle". le site officiel de المدرسة العليا للتجارة (فرنسا). مؤرشف من الأصل في 2016-11-04. اطلع عليه بتاريخ 9 juillet 2014. {{استشهاد ويب}}: تحقق من التاريخ في: |تاريخ-الوصول= (مساعدة).
9. 1 2 3 4 5 6 7 8  "Un peu d'histoire". campus-paris-saclay.fr. مؤرشف من الأصل في 2009-12-18. اطلع عليه بتاريخ 30 avril 2010. {{استشهاد ويب}}: تحقق من التاريخ في: |تاريخ-الوصول= (مساعدة).
10. ↑  "L'ASN considère que les réacteurs expérimentaux OSIRIS et ISIS (INB N°40) peuvent poursuivre leur exploitation". سلطة الأمن النووي. 1الأول {{{1}}} août 2011. مؤرشف من الأصل في 2016-03-03. اطلع عليه بتاريخ 10 juillet 2014. {{استشهاد ويب}}: تحقق من التاريخ في: |تاريخ-الوصول= و|تاريخ= (مساعدة).
11. ↑  Plan de situation des implantations projetées pour les grandes écoles au sud-ouest de Paris (P. Drouin et J. Fayeton : « Près du parc de Sceaux, la nouvelle école », Arts et manufactures, octobre 1967, no 179, ص. 20
)
12. ↑  "Vie sur le campus". le site officiel de l'École polytechnique. مؤرشف من الأصل في 2014-09-23. اطلع عليه بتاريخ 10 juillet 2014. {{استشهاد ويب}}: تحقق من التاريخ في: |تاريخ-الوصول= (مساعدة).
13. ↑  "L'Ensta ouvre le bal des déménagements de grandes écoles". لو باريزيان. 13 octobre 2012. مؤرشف من الأصل في 2017-08-23. اطلع عليه بتاريخ 9 juillet 2014. {{استشهاد ويب}}: تحقق من التاريخ في: |تاريخ-الوصول= (مساعدة).
14. ↑  "Présentation". moulon.inra.fr. مؤرشف من الأصل في 2025-07-30. اطلع عليه بتاريخ 9 juillet 2014. {{استشهاد ويب}}: تحقق من التاريخ في: |تاريخ-الوصول= (مساعدة).
15. ↑  "Le réacteur Orphée fête ses 25 ans". لو باريزيان. 7 juillet 2006. مؤرشف من الأصل في 2018-11-26. اطلع عليه بتاريخ 9 juillet 2014. {{استشهاد ويب}}: تحقق من التاريخ في: |تاريخ-الوصول= و|تاريخ= (مساعدة).
16. 1 2  Thibaut de Jaegher (8 juillet 2014). "On trouve 10 centres R&D parmi les 100 premières «usines» de France". Industrie et Technologies. مؤرشف من الأصل في 2018-08-13. اطلع عليه بتاريخ 9 juillet 2014. {{استشهاد ويب}}: تحقق من التاريخ في: |تاريخ-الوصول= و|تاريخ= (مساعدة).
17. ↑  Anne Rohou (14 septembre 2000). "La recherche de Danone s'installe à Palaiseau". لو موند. اطلع عليه بتاريخ 10 juillet 2014. {{استشهاد ويب}}: تحقق من التاريخ في: |تاريخ-الوصول= و|تاريخ= (مساعدة).
18. ↑  "Kraft Foods ouvrira son centre de R&D biscuits à Saclay en 2011". Les Échos. 21 mai 2010. مؤرشف من الأصل في 2016-04-09. اطلع عليه بتاريخ 10 juillet 2014. {{استشهاد ويب}}: تحقق من التاريخ في: |تاريخ-الوصول= و|تاريخ= (مساعدة).
19. ↑  Alumni, Ponts. "EDF R&D s'installe à Saclay". ponts.org (بالفرنسية). Archived from the original on 2024-04-05. Retrieved 2024-04-05..
20. ↑  "Parc d'activités de Courtabœuf". le site de la mairie de Villebon-sur-Yvette. مؤرشف من الأصل في 2024-12-08. اطلع عليه بتاريخ 10 juillet 2014. {{استشهاد ويب}}: تحقق من التاريخ في: |تاريخ-الوصول= (مساعدة).
21. ↑  Anne Rohou (20 septembre 2000). "Le plateau de Saclay sort de sa léthargie". لو موند. اطلع عليه بتاريخ 10 juillet 2014. {{استشهاد ويب}}: تحقق من التاريخ في: |تاريخ-الوصول= و|تاريخ= (مساعدة).
22. ↑  Sylvestre Huet (19 décembre 2006). "Soleil a (enfin) rendez-vous avec Chirac". Libération. مؤرشف من الأصل في 2024-12-08. اطلع عليه بتاريخ 10 juillet 2014. {{استشهاد ويب}}: تحقق من التاريخ في: |تاريخ-الوصول= و|تاريخ= (مساعدة).
23. ↑  Sylvestre Huet (29 juin 2006). "Soleil va bientôt voir le jour". Libération. مؤرشف من الأصل في 2024-12-08. اطلع عليه بتاريخ 10 juillet 2014. {{استشهاد ويب}}: تحقق من التاريخ في: |تاريخ-الوصول= و|تاريخ= (مساعدة).
24. ↑  "Coup d'envoi vendredi du projet NeuroSpin". Le Nouvel Observateur. 24 novembre 2006. مؤرشف من الأصل في 2016-11-07. اطلع عليه بتاريخ 10 juillet 2014. {{استشهاد ويب}}: تحقق من التاريخ في: |تاريخ-الوصول= و|تاريخ= (مساعدة).
25. ↑  "Un IRM géant bientôt installé au laboratoire NeuroSpin, près de Paris". لا ديبيش دو ميدي  [لغات أخرى]‏. 13 octobre 2010. مؤرشف من الأصل في 2024-12-07. اطلع عليه بتاريخ 10 juillet 2014. {{استشهاد ويب}}: تحقق من التاريخ في: |تاريخ-الوصول= (مساعدة)صيانة الاستشهاد: علامات ترقيم زائدة (link).
26. ↑  "Inauguration de NeuroSpin". Archives du Gouvernement français. 24 novembre 2006. مؤرشف من الأصل في 2023-09-14. اطلع عليه بتاريخ 10 juillet 2014. {{استشهاد ويب}}: تحقق من التاريخ في: |تاريخ-الوصول= و|تاريخ= (مساعدة).
27. ↑  Sylvain Allemand (11 juillet 2014). "« Mettons l'accent sur les relations plutôt que sur les entités. »". media-paris-saclay.fr. مؤرشف من الأصل في 2021-09-26. اطلع عليه بتاريخ 29 juillet 2014. {{استشهاد ويب}}: تحقق من التاريخ في: |تاريخ-الوصول= و|تاريخ= (مساعدة).
28. ↑  Céline Authemayou (8 janvier 2014). "Dominique Vernay (Paris-Saclay) : "Les établissements vont signer un pacte irréversible"". letudiant.fr. مؤرشف من الأصل في 2024-10-27. اطلع عليه بتاريخ 1الأول {{{1}}} août 2014. {{استشهاد ويب}}: تحقق من التاريخ في: |تاريخ-الوصول= و|تاريخ= (مساعدة).
29. ↑  Camille Stromboni (28 أكتوبر 2017). "Paris-Saclay : Macron acte le divorce entre Polytechnique et les universités". lemonde.fr. مؤرشف من الأصل في 2025-07-14..
30. ↑  "Emmanuel Macron annonce la création de deux pôles universitaires à Saclay". polytechnique.edu. 25 أكتوبر 2017. مؤرشف من الأصل في 2021-09-20..
31. 1 2  "Décret n° 2019-1131 du 5 novembre 2019 portant création de l'université Paris-Saclay et approbation de ses statuts". Legifrance (بالفرنسية). 6 novembre 2019. Archived from the original on 2021-11-04. Retrieved 2020-01-03. {{استشهاد ويب}}: تحقق من التاريخ في: |تاريخ= (help).
32. ↑  à 18h29, Par Cécile ChevallierLe 11 mars 2020; À 11h00, Modifié Le 12 Mars 2020 (11 Mar 2020). "Avec le théâtre de l'ENS Paris-Saclay, l'Essonne s'offre une nouvelle scène culturelle". leparisien.fr (بfr-FR). Archived from the original on 2025-01-22. Retrieved 2020-03-16.{{استشهاد ويب}}:  صيانة الاستشهاد: أسماء عددية: قائمة المؤلفين (link) صيانة الاستشهاد: لغة غير مدعومة (link).
33. Cécile Chevallier. "Essonne : comme promis, IBM s'installe à Paris-Saclay". leparisien.fr. اطلع عليه بتاريخ 2019-01-26..
34. Cécile Chevallier. "Essonne : comme promis, IBM s'installe à Paris-Saclay". leparisien.fr. اطلع عليه بتاريخ 2019-01-26..
35. Cécile Chevallier. "Essonne : comme promis, IBM s'installe à Paris-Saclay". leparisien.fr. اطلع عليه بتاريخ 2019-01-26..
36. ↑  "Intervention de M. Nicolas SARKOZY, ministre d'État, ministre de l'Intérieur et de l'Aménagement du Territoire à Supélec (École supérieure d'Électricité), lors de son déplacement sur le plateau de Saclay (Essonne)". interieur.gouv.fr. 18 janvier 2007. مؤرشف من الأصل في 2015-09-24. اطلع عليه بتاريخ 22 juillet 2014. {{استشهاد ويب}}: تحقق من التاريخ في: |تاريخ-الوصول= و|تاريخ= (مساعدة).
37. ↑  "L'Opération Campus : un plan exceptionnel en faveur de l'immobilier universitaire". enseignementsup-recherche.gouv.fr. 2 février 2008. مؤرشف من الأصل في 2021-10-24. اطلع عليه بتاريخ 22 juillet 2014. {{استشهاد ويب}}: تحقق من التاريخ في: |تاريخ-الوصول= و|تاريخ= (مساعدة).
38. ↑  "Campus du plateau de Saclay, dotation de l'État : 850 millions d'euros". enseignementsup-recherche.gouv.fr. 26 mai 2009. مؤرشف من الأصل في 2020-09-18. اطلع عليه بتاريخ 22 juillet 2014. {{استشهاد ويب}}: تحقق من التاريخ في: |تاريخ-الوصول= و|تاريخ= (مساعدة).
39. ↑  Marie-Estelle Pech (11 juin 2010). "Saclay invente l'université du XXI{{{2}}} قرن". لو فيغارو. مؤرشف من الأصل في 2025-07-09. اطلع عليه بتاريخ 22 juillet 2014. {{استشهاد ويب}}: تحقق من التاريخ في: |تاريخ-الوصول= و|تاريخ= (مساعدة).
40. ↑  "Saclay, 22.000 étudiants, 9.500 chercheurs". La Tribune (France). 7 mars 2009. مؤرشف من الأصل في 2024-12-05. اطلع عليه بتاريخ 22 juillet 2014. {{استشهاد ويب}}: تحقق من التاريخ في: |تاريخ-الوصول= و|تاريخ= (مساعدة).
41. ↑  "Décret du 28 octobre 2010 portant nomination du président-directeur général de l'Établissement public de Paris-Saclay". Légifrance. مؤرشف من الأصل في 2018-12-11. اطلع عليه بتاريخ 19 mai 2014. {{استشهاد ويب}}: تحقق من التاريخ في: |تاريخ-الوصول= (مساعدة).
42. ↑  "Investissements d'avenir : Opération du plateau de Saclay". enseignementsup-recherche.gouv.fr. 24 octobre 2010. مؤرشف من الأصل في 2016-11-07. اطلع عليه بتاريخ 22 juillet 2014. {{استشهاد ويب}}: تحقق من التاريخ في: |تاريخ-الوصول= (مساعدة).
43. ↑  "Idex : Les dotations des cinq lauréats de la seconde vague". educpros.fr. 15 mars 2012. اطلع عليه بتاريخ 22 juillet 2014. {{استشهاد ويب}}: تحقق من التاريخ في: |تاريخ-الوصول= و|تاريخ= (مساعدة).
44. ↑  Caroline Beyer (31 octobre 2012). "Presque 3 milliards pour créer le mega campus Paris-Saclay". لو فيغارو. مؤرشف من الأصل في 2016-03-03. اطلع عليه بتاريخ 22 juillet 2014. {{استشهاد ويب}}: تحقق من التاريخ في: |تاريخ-الوصول= (مساعدة).
45. 1 2  Olivier Rollot (9 juillet 2013). "Campus Paris-Saclay, la grande université va voir le jour en 2014 : entretien avec Dominique Vernay, son président". orientation.blog.lemonde.fr. مؤرشف من الأصل في 2019-06-03. اطلع عليه بتاريخ 4 juillet 2014. {{استشهاد ويب}}: تحقق من التاريخ في: |تاريخ-الوصول= و|تاريخ= (مساعدة).
46. 1 2  Sibylle Vincendon (6 mars 2013). "Ayrault récite son «nouveau Grand Paris»". Libération. مؤرشف من الأصل في 2015-01-28. اطلع عليه بتاريخ 4 juillet 2014. {{استشهاد ويب}}: تحقق من التاريخ في: |تاريخ-الوصول= و|تاريخ= (مساعدة).
47. ↑  Elsa Dicharry et Dominique Malécot (11 juin 2014). "Nouveau Grand Paris : l'avancement du projet". Les Échos. مؤرشف من الأصل في 2014-03-02. اطلع عليه بتاريخ 4 juillet 2014. {{استشهاد ويب}}: تحقق من التاريخ في: |تاريخ-الوصول= و|تاريخ= (مساعدة).
48. ↑  Julien Bonnet (19 août 2013). "Paris-Saclay dans le top 8 mondial des clusters innovants". L'Usine nouvelle. مؤرشف من الأصل في 2024-12-08. اطلع عليه بتاريخ 4 juillet 2014. {{استشهاد ويب}}: تحقق من التاريخ في: |تاريخ-الوصول= و|تاريخ= (مساعدة).
49. ↑  "Paris-Saclay parmi les pôles de compétitivité mondiaux les plus importants". L'Expansion. 23 août 2013. مؤرشف من الأصل في 2013-10-02. اطلع عليه بتاريخ 4 juillet 2014. {{استشهاد ويب}}: تحقق من التاريخ في: |تاريخ-الوصول= و|تاريخ= (مساعدة).
50. ↑  "World Innovation Clusters". Technology Review (بالإنجليزية). Archived from the original on 2015-11-27. Retrieved 3 septembre 2014. {{استشهاد ويب}}: تحقق من التاريخ في: |تاريخ-الوصول= (help).
51. 1 2  "Décret n° 2013-1298 du 27 décembre 2013 délimitant la zone de protection naturelle, agricole et forestière du plateau de Saclay". Légifrance. مؤرشف من الأصل في 2021-07-30. اطلع عليه بتاريخ 4 juillet 2014. {{استشهاد ويب}}: تحقق من التاريخ في: |تاريخ-الوصول= (مساعدة).
52. ↑  "Décret n° 2015-1927 du 31 décembre 2015 relatif à l'établissement public d'aménagement de Paris-Saclay". مؤرشف من الأصل في 2022-06-19..
53. 1 2 3  "Loi n° 2010-597 du 3 juin 2010 relative au Grand Paris". Légifrance. مؤرشف من الأصل في 2023-02-08. اطلع عليه بتاريخ 14 mai 2014. {{استشهاد ويب}}: تحقق من التاريخ في: |تاريخ-الوصول= (مساعدة).
54. ↑  "Parc d'activités de Courtabœuf". le site de la mairie de Villebon-sur-Yvette. مؤرشف من الأصل في 2024-12-08. اطلع عليه بتاريخ 23 juillet 2014. {{استشهاد ويب}}: تحقق من التاريخ في: |تاريخ-الوصول= (مساعدة).
55. ↑  "Campus urbain". le site officiel de l'EPPS. مؤرشف من الأصل في 2015-11-16. اطلع عليه بتاريخ 23 juillet 2014. {{استشهاد ويب}}: تحقق من التاريخ في: |تاريخ-الوصول= (مساعدة).
56. 1 2 3 4 5 6  "Versailles-Satory". le site officiel de l'EPPS. مؤرشف من الأصل في 2015-12-01. اطلع عليه بتاريخ 23 juillet 2014. {{استشهاد ويب}}: تحقق من التاريخ في: |تاريخ-الوصول= (مساعدة).
57. ↑  "Eco-territoire". le site officiel de l'EPPS. مؤرشف من الأصل في 2015-12-19. اطلع عليه بتاريخ 23 juillet 2014. {{استشهاد ويب}}: تحقق من التاريخ في: |تاريخ-الوصول= (مساعدة).
58. ↑  Patrick Désavie (13 septembre 2013). "Le réseau de recherche Digiteo inaugure ses laboratoires sur le plateau de Saclay". L'Usine digitale. مؤرشف من الأصل في 2024-12-08. اطلع عليه بتاريخ 23 juillet 2014. {{استشهاد ويب}}: تحقق من التاريخ في: |تاريخ-الوصول= و|تاريخ= (مساعدة).
59. 1 2 3 4  "Quartier de l'École polytechnique". le site officiel de l'EPPS. مؤرشف من الأصل في 2015-09-24. اطلع عليه بتاريخ 23 juillet 2014. {{استشهاد ويب}}: تحقق من التاريخ في: |تاريخ-الوصول= (مساعدة).
60. ↑  Nathalie Moutarde (19 septembre 2013). "L'agence irlandaise Grafton Architects signera l'Institut Mines-Télécom sur le plateau de Saclay". Le Moniteur. مؤرشف من الأصل في 2014-03-04. اطلع عليه بتاريخ 24 juillet 2014. {{استشهاد ويب}}: تحقق من التاريخ في: |تاريخ-الوصول= و|تاريخ= (مساعدة).
61. ↑  "AgroParisTech / INRA". le site officiel de l'EPPS. مؤرشف من الأصل في 2015-09-24. اطلع عليه بتاريخ 24 juillet 2014. {{استشهاد ويب}}: تحقق من التاريخ في: |تاريخ-الوصول= (مساعدة).
62. ↑  Paris, Guillaume. "Début du chantier du nouveau Campus d'AgroParisTech-Inra à Paris-Saclay - AgroParisTech". www2.agroparistech.fr (بالفرنسية). Archived from the original on 2021-09-24. Retrieved 2020-03-16..
63. ↑  Marianne Rey (21 février 2013). "Jour J pour l'IRT SystemX porté par "Saclay"". ليكسبريس. مؤرشف من الأصل في 2022-10-06. اطلع عليه بتاريخ 28 juillet 2014. {{استشهاد ويب}}: تحقق من التاريخ في: |تاريخ-الوصول= و|تاريخ= (مساعدة).
64. 1 2 3  "Le projet urbain de Moulon" (PDF). le site officiel de l'EPPS. mars 2014. مؤرشف من الأصل (PDF) في 2015-09-24. اطلع عليه بتاريخ 24 juillet 2014. {{استشهاد ويب}}: تحقق من التاريخ في: |تاريخ-الوصول= و|تاريخ= (مساعدة).
65. 1 2  "Projet urbain de Moulon". le site officiel de l'EPPS. مؤرشف من الأصل في 2015-09-24. اطلع عليه بتاريخ 24 juillet 2014. {{استشهاد ويب}}: تحقق من التاريخ في: |تاريخ-الوصول= (مساعدة).
66. 1 2  Milena Chessa et Nathalie Moutarde (1الأول {{{1}}} septembre 2017). "Sur le plateau de Saclay, CentraleSupélec prépare la rentrée [diaporama]". Le Moniteur. مؤرشف من الأصل في 2017-09-21. اطلع عليه بتاريخ 20 septembre 2017. {{استشهاد ويب}}: تحقق من التاريخ في: |تاريخ-الوصول= و|تاريخ= (مساعدة).
67. ↑  ""Nos campus"". centralesupelec.fr (بالفرنسية). Archived from the original on 2020-05-08. Retrieved 23 mars 2019. {{استشهاد ويب}}: تحقق من التاريخ في: |تاريخ-الوصول= (help).
68. ↑  Shauna Grew (29 novembre 2012). "Rem Koolhaas présente Labcity au Pavillon de l'Arsenal". media-paris-saclay.fr. مؤرشف من الأصل في 2020-10-25. اطلع عليه بتاريخ 28 juillet 2014. {{استشهاد ويب}}: تحقق من التاريخ في: |تاريخ-الوصول= و|تاريخ= (مساعدة).
69. ↑  "Fusion Centrale-Supélec : «Nous allons rivaliser avec les plus grandes universités mondiales»". Les Échos. 5 septembre 2013. مؤرشف من الأصل في 2017-09-21. اطلع عليه بتاريخ 24 juillet 2014. {{استشهاد ويب}}: تحقق من التاريخ في: |تاريخ-الوصول= و|تاريخ= (مساعدة).
70. 1 2 3 4  "Renzo Piano construira la nouvelle ENS Cachan à Paris-Saclay". Le Moniteur. 7 janvier 2014. مؤرشف من الأصل في 2015-01-28. اطلع عليه بتاريخ 24 juillet 2014. {{استشهاد ويب}}: تحقق من التاريخ في: |تاريخ-الوصول= و|تاريخ= (مساعدة).
71. ↑  Agency, Université Paris-Saclay- Zee. "Polytech Paris-Saclay". Polytech Paris-Saclay (بالفرنسية). Archived from the original on 2020-04-29. Retrieved 2020-03-16..
72. 1 2  "Satory ouest : le nouveau quartier de Versailles". lesnouvelles.fr. 27 mai 2014. مؤرشف من الأصل في 2015-05-11. اطلع عليه بتاريخ 24 juillet 2014. {{استشهاد ويب}}: تحقق من التاريخ في: |تاريخ-الوصول= و|تاريخ= (مساعدة).
73. ↑  "Saint-Quentin-en-Yvelines". le site officiel de l'EPPS. مؤرشف من الأصل في 2015-11-16. اطلع عليه بتاريخ 24 juillet 2014. {{استشهاد ويب}}: تحقق من التاريخ في: |تاريخ-الوصول= (مساعدة).
74. 1 2 3 4 5 6  "Connexions". le site officiel de l'EPPS. مؤرشف من الأصل في 2015-09-30. اطلع عليه بتاريخ 1 août 2014. {{استشهاد ويب}}: تحقق من التاريخ في: |تاريخ-الوصول= (مساعدة).
75. 1 2 3 4  "Ligne 18". le site officiel de la Société du Grand Paris. مؤرشف من الأصل في 2017-07-01. اطلع عليه بتاريخ 1الأول {{{1}}} août 2014. {{استشهاد ويب}}: تحقق من التاريخ في: |تاريخ-الوصول= (مساعدة).
76. ↑  Béatrice Jérôme (9 juillet 2014). "Valls lance son « Grand projet métropolitain » à Paris". لو موند. مؤرشف من الأصل في 2025-07-15. اطلع عليه بتاريخ 28 juillet 2014. {{استشهاد ويب}}: تحقق من التاريخ في: |تاريخ-الوصول= و|تاريخ= (مساعدة).
77. ↑  EPAPS (février 2016). "Périmètre de l'Établissement public d'aménagement Paris-Saclay, communes et intercommunalités" (PDF). epaps.fr (بالفرنسية). Archived from the original (PDF) on 2021-12-29. Retrieved 5 avril 2020. {{استشهاد ويب}}: تحقق من التاريخ في: |تاريخ-الوصول= and |تاريخ= (help).
78. ↑  EPAPS (janvier 2016). "Dossier d'enquête préalable à la déclaration d'utilité publique – Secteur de La Bonde" (PDF). epaps.fr (بالفرنسية). Archived from the original (PDF) on 2021-09-24. Retrieved 5 avril 2020. {{استشهاد ويب}}: تحقق من التاريخ في: |تاريخ-الوصول= and |تاريخ= (help).
79. ↑  "Essonne : le Tram 12 Express arrivera avec un an et demi de retard". leparisien.fr. article du 22 septembre 2017. مؤرشف من الأصل في 2019-06-03. اطلع عليه بتاريخ 23 septembre 2017. {{استشهاد ويب}}: تحقق من التاريخ في: |تاريخ-الوصول= و|تاريخ= (مساعدة).
80. ↑  Sylvain Allemand (7 mars 2013). "Le Nouveau Grand Paris : des retombées sur le Plateau de Saclay dès 2015". media-paris-saclay.fr. مؤرشف من الأصل في 2021-09-26. اطلع عليه بتاريخ 1الأول {{{1}}} août 2014. {{استشهاد ويب}}: تحقق من التاريخ في: |تاريخ-الوصول= و|تاريخ= (مساعدة).
81. ↑  Saclay, Paris. "Prolongement du noctilien jusqu'au plateau de Saclay". Site Internet du/de la Paris Saclay (بالفرنسية). Archived from the original on 2023-05-01. Retrieved 2020-12-10..
82. ↑  "Paris-Saclay : consultation pour un projet de Smart Energy "d'ampleur inégalée en France"". cadredeville.fr. 15 janvier 2014. مؤرشف من الأصل في 2016-03-03. اطلع عليه بتاريخ 4 juillet 2014. {{استشهاد ويب}}: تحقق من التاريخ في: |تاريخ-الوصول= و|تاريخ= (مساعدة).
83. 1 2 3 4  "Eco-territoire". le site officiel de l'EPPS. مؤرشف من الأصل في 2015-12-19. اطلع عليه بتاريخ 1er août 2014. {{استشهاد ويب}}: تحقق من التاريخ في: |تاريخ-الوصول= (مساعدة).
84. 1 2 3 4 5 6  Denis Sergent (7 janvier 2014). "Avec Paris-Saclay, l'université française veut prendre du galon". La Croix. مؤرشف من الأصل في 2023-09-14. اطلع عليه بتاريخ 1er août 2014. {{استشهاد ويب}}: تحقق من التاريخ في: |تاريخ-الوصول= و|تاريخ= (مساعدة).
85. ↑  Catherine Gaudenz (19 juin 2009). "L'école high tech du ministère de la Défense rejoindra Saclay en 2010". La Tribune. مؤرشف من الأصل في 2024-12-08. اطلع عليه بتاريخ 1er août 2014. {{استشهاد ويب}}: تحقق من التاريخ في: |تاريخ-الوصول= و|تاريخ= (مساعدة).
86. ↑  "Sarkozy annonce l'arrivée d'écoles de prestige sur le campus Paris-Saclay". لو بوان. 24 septembre 2010. مؤرشف من الأصل في 2017-12-01. اطلع عليه بتاريخ 1الأول {{{1}}} août 2014. {{استشهاد ويب}}: تحقق من التاريخ في: |تاريخ-الوصول= و|تاريخ= (مساعدة).
87. ↑  Fabienne Guimont (14 novembre 2008). "Saclay : Christian Blanc avance son cluster". educpros.fr. مؤرشف من الأصل في 2024-12-08. اطلع عليه بتاريخ 1الأول {{{1}}} août 2014. {{استشهاد ويب}}: تحقق من التاريخ في: |تاريخ-الوصول= و|تاريخ= (مساعدة).
88. 1 2 3 4  Céline Authemayou (8 janvier 2014). "Dominique Vernay (Paris-Saclay) : "Les établissements vont signer un pacte irréversible"". L'Étudiant. مؤرشف من الأصل في 2024-10-27. اطلع عليه بتاريخ 1er août 2014. {{استشهاد ويب}}: تحقق من التاريخ في: |تاريخ-الوصول= و|تاريخ= (مساعدة).
89. ↑  "ShanghaiRanking's Academic Ranking of World Universities 2020 Press Release". shanghairanking.com. مؤرشف من الأصل في 2021-04-09. اطلع عليه بتاريخ 2020-08-15..
90. ↑  Juliette Daumont (6 Jul 2020). "Paris-Saclay, l'université française championne du monde des mathématiques". Les Echos (بالفرنسية). Archived from the original on 2023-11-29. Retrieved 2020-07-06..
91. ↑  "Center for World University Rankings 2020-2021". cwur.org. مؤرشف من الأصل في 2025-06-22. اطلع عليه بتاريخ 2020-08-28..
92. ↑  "Communiqué de presse du 12 juillet 2017" (PDF). expofrance2025.com (بالفرنسية). 12 juillet 2017. Archived from the original (PDF) on 2017-08-05. Retrieved 18 juillet 2017. {{استشهاد ويب}}: تحقق من التاريخ في: |تاريخ-الوصول= and |تاريخ= (help).
93. ↑  Hugo Sedouramane (22 août 2013). "Saclay : un succès français". L'Opinion. مؤرشف من الأصل في 2016-03-03. اطلع عليه بتاريخ 19 septembre 2014. {{استشهاد ويب}}: تحقق من التاريخ في: |تاريخ-الوصول= و|تاريخ= (مساعدة).
94. ↑  Patrick Désavie (6 mai 1994). "Le nouveau schéma directeur de la région : les projets d'aménagement du plateau de Saclay mécontentent les écologistes". لو موند. اطلع عليه بتاريخ 11 août 2014. {{استشهاد ويب}}: تحقق من التاريخ في: |تاريخ-الوصول= و|تاريخ= (مساعدة).
95. ↑  "Massy-Saclay, le technopôle sud : l'un des centres de développement privilégiés de la région joue sur tous les tableaux, fait des jaloux et inquiète les écologistes". لو موند. 6 juin 1990. اطلع عليه بتاريخ 11 août 2014. {{استشهاد ويب}}: تحقق من التاريخ في: |تاريخ-الوصول= و|تاريخ= (مساعدة).
96. ↑  Bolis، Angela (28 mai 2012). "Sur le plateau de Saclay, les derniers paysans de Paris". لو موند. مؤرشف من الأصل في 2025-07-14. اطلع عليه بتاريخ 11 août 2014. {{استشهاد ويب}}: تحقق من التاريخ في: |تاريخ-الوصول= و|تاريخ= (مساعدة).
97. ↑  "Rapport d'enquête & conclusions motivées et avis de la commission d'enquête" (PDF). essonne.gouv.fr. avril 2015. مؤرشف من الأصل (PDF) في 2016-03-03. اطلع عليه بتاريخ 2 août 2015. {{استشهاد ويب}}: تحقق من التاريخ في: |تاريخ-الوصول= و|تاريخ= (مساعدة).
98. ↑  Sylvestre Huet (24 novembre 2010). "Campus de Saclay : l'université Paris-Sud se rebiffe". sciences.blogs.liberation.fr. مؤرشف من الأصل في 2016-03-17. اطلع عليه بتاريخ 11 juillet 2014. {{استشهاد ويب}}: تحقق من التاريخ في: |تاريخ-الوصول= و|تاريخ= (مساعدة).
99. ↑  Sylvestre Huet (31 janvier 2012). "Campus Paris-Saclay : quelle université ?". Libération. مؤرشف من الأصل في 2013-07-22. اطلع عليه بتاريخ 19 septembre 2014. {{استشهاد ويب}}: تحقق من التاريخ في: |تاريخ-الوصول= و|تاريخ= (مساعدة).
100. ↑  Sibylle Vincendon (28 avril 2009). "Saclay : un projet critiqué". Libération. مؤرشف من الأصل في 2015-06-20. اطلع عليه بتاريخ 11 août 2014. {{استشهاد ويب}}: تحقق من التاريخ في: |تاريخ-الوصول= و|تاريخ= (مساعدة).
101. ↑  Thomas Lamarche؛ Olivier Réchauchère (12 avril 2010). "Plateau de Saclay : un territoire d'exception mérite un projet d'exception". لو موند. مؤرشف من الأصل في 2025-01-04. اطلع عليه بتاريخ 11 août 2014. {{استشهاد ويب}}: تحقق من التاريخ في: |تاريخ-الوصول= و|تاريخ= (مساعدة).
102. ↑  Thomas Lamarche (3 avril 2010). "Une dynamique qui violente tous les acteurs". ليومانيتيه  [لغات أخرى]‏. مؤرشف من الأصل في 2020-08-05. اطلع عليه بتاريخ 11 août 2014. {{استشهاد ويب}}: تحقق من التاريخ في: |تاريخ-الوصول= و|تاريخ= (مساعدة)صيانة الاستشهاد: علامات ترقيم زائدة (link).
103. ↑  Flore Mabilleau (10 février 2010). "Cécile Duflot se prononce contre la « Silicon Valley »". لو باريزيان. مؤرشف من الأصل في 2018-11-26. اطلع عليه بتاريخ 11 août 2014. {{استشهاد ويب}}: تحقق من التاريخ في: |تاريخ-الوصول= و|تاريخ= (مساعدة).
104. ↑  Yann Guernigou (24 septembre 2010). "Nicolas Sarkozy confirme le transfert de grandes écoles à Saclay". لو بوان. مؤرشف من الأصل في 2018-11-26. اطلع عليه بتاريخ 11 août 2014. {{استشهاد ويب}}: تحقق من التاريخ في: |تاريخ-الوصول= و|تاريخ= (مساعدة).
105. ↑  "Une pétition contre le projet Paris-Saclay". لو باريزيان. 2 octobre 2012. مؤرشف من الأصل في 2018-11-26. اطلع عليه بتاريخ 19 septembre 2014. {{استشهاد ويب}}: تحقق من التاريخ في: |تاريخ-الوصول= (مساعدة).
106. 1 2  Caroline Beyer (12 septembre 2012). "Université : le projet Paris-Saclay s'enlise". لو فيغارو. مؤرشف من الأصل في 2024-12-07. اطلع عليه بتاريخ 19 septembre 2014. {{استشهاد ويب}}: تحقق من التاريخ في: |تاريخ-الوصول= و|تاريخ= (مساعدة).

- هضبة ساكليه
- مؤسسة باريس ساكليه العامة
- جامعة باريس ساكليه
- مركز تيلار دو شاردان
- باريس الكبرى
- الخط 18 لمترو باريس
- خريطة الحرم الجامعي
- تَجَمَّع
- المضلع العلمي

قالب:Palette